# De frugum historia

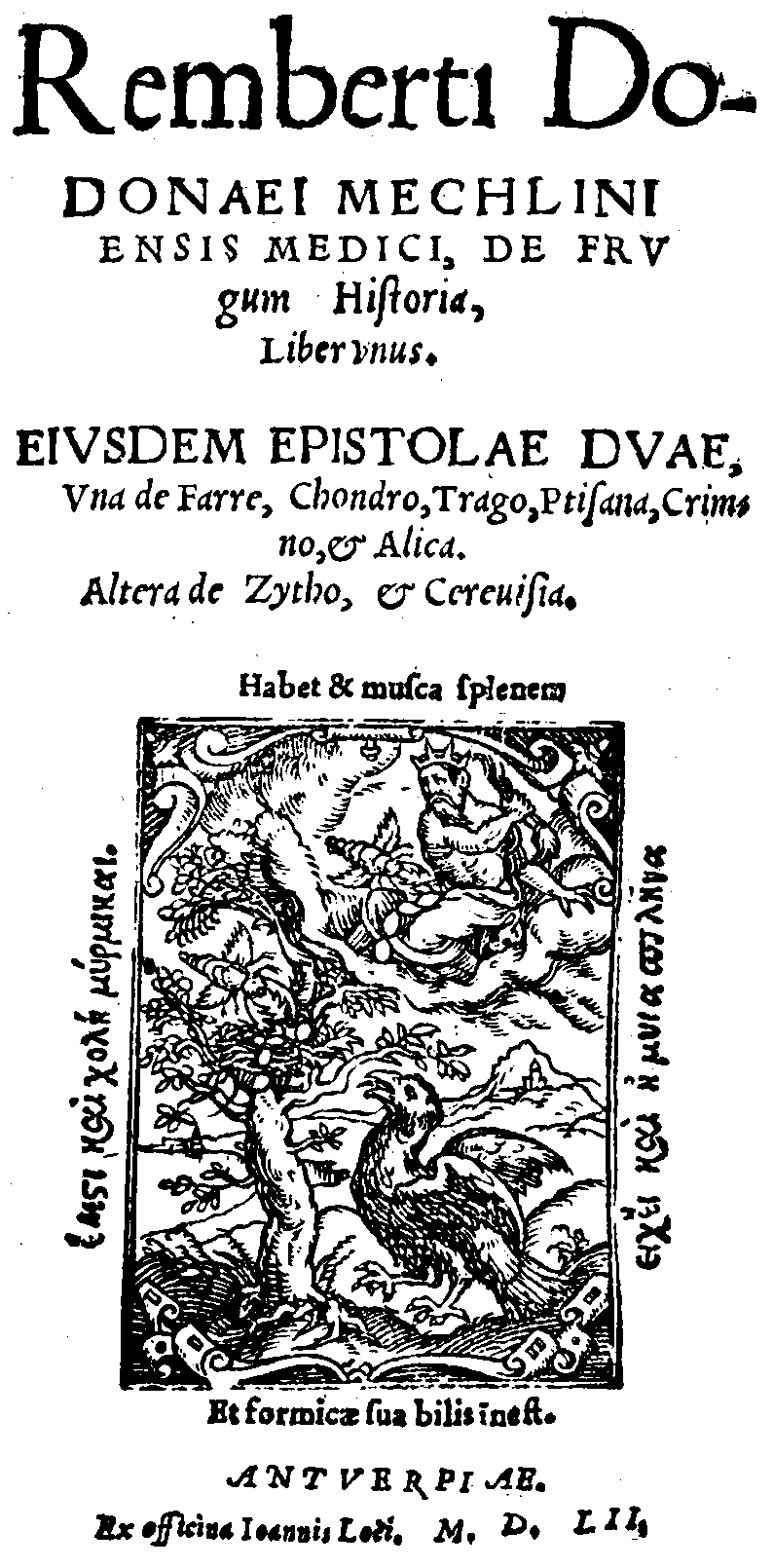
Titelseite der 1. Auflage

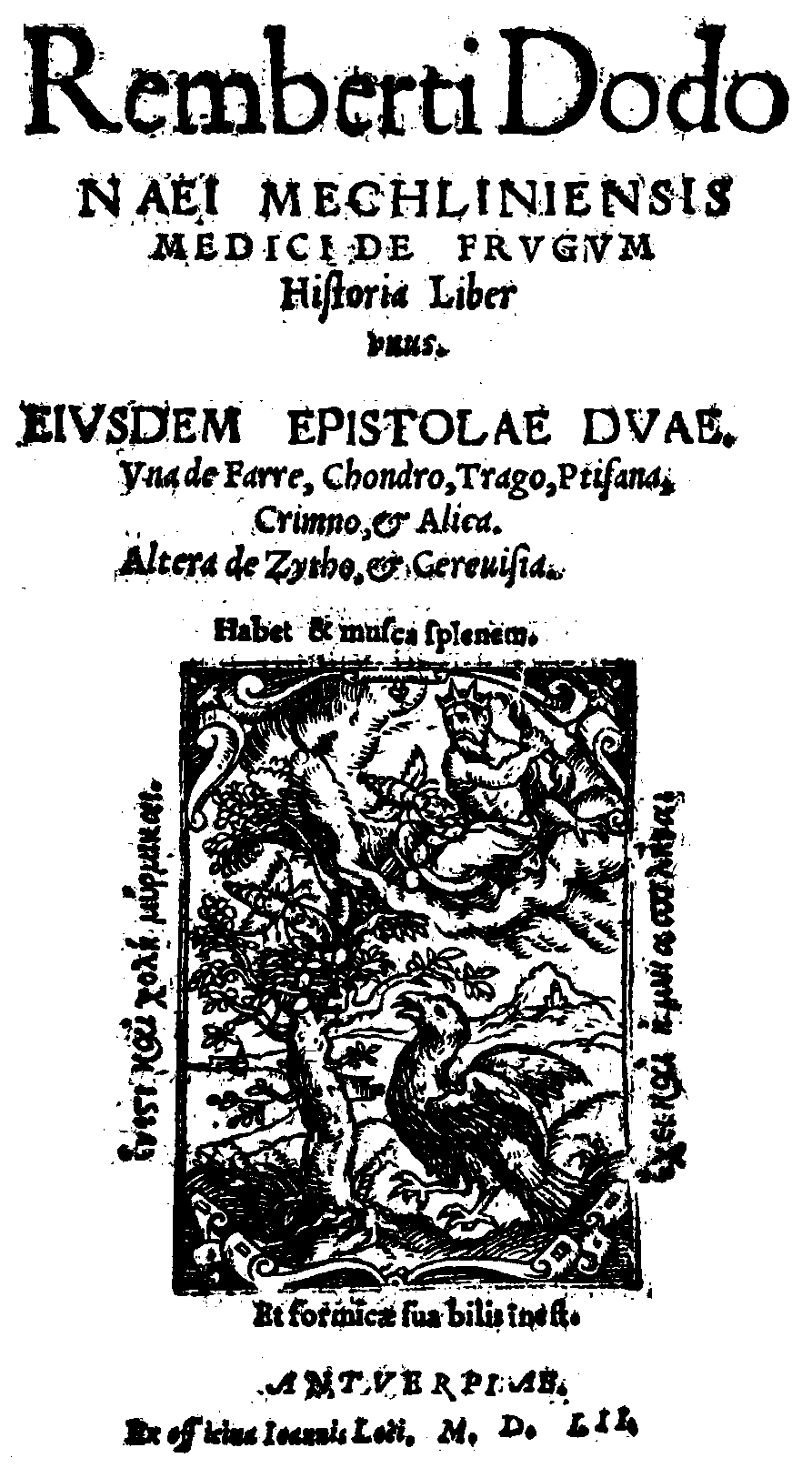
Titelseite der 2. Auflage

De frugum historia ist ein 1552 in Antwerpen erschienenes „Kräuterbuch“ von Rembert Dodoens. Es ist Dodoens’ erste botanische Schrift und zugleich ein Vorläufer seines 1554 fertiggestellten Cruijdeboeck. In De frugum historia werden Getreidearten sowie Hülsenfrüchte beschrieben und dargestellt.

## Werk
De frvgum historia, liber unvs. Ejvsdem epistolae dvae, vna de farre, chondro, trago, ptisana, crimino, & alica. Altera de zytho, & cereuisia wurde von Jan Vander Loe (ca. 1542–1563) im Oktavformat gedruckt. Das Werk ist in 31 Kapitel unterteilt und umfasst 93 paginierte Blätter, von denen 34 ganzseitige Holzstiche sind, die 35 Pflanzendarstellungen enthalten. Drei der Holzstiche werden zweimal verwendet.
Die meisten Illustrationen sind dem 1545 im Oktavformat erschienenen Werk Läbliche abbildung vnd contrafaytung aller kreüter von Leonhart Fuchs entnommen. Diese wiederum sind verkleinerte, seitenverkehrte Darstellungen aus Fuchs’ Folianten De historia stirpium commentarii insignes von 1542.
Die Schrift enthält noch zwei Briefe. Der erste ist an Joachim Roelants (1496–1558), Arzt in Mechelen und einem Freund von Vesalius, gerichtet. Der zweite ist an Johannes Visschaven, Arzt in Breda, adressiert und behandelt den Unterschied zwischen „Zythum“, einem Getränk aus der Antike, und Bier. 
De frugum historia ist Gerhard van Veltwyck (1505–1555) gewidmet.

### Auflagen
1552 erschienen zwei Auflagen, die sich durch die Titelseite und die Kapitelüberschriften unterscheiden lassen. Für die zweite Auflage wurde der Text der ersten 40 Blätter neu gesetzt.

### Gliederung (2. Auflage)
- Carolvs Qvintvs Divina prouidentia Romanorum Imperator semper Auguftus, &c.
- Splendidissimo mvltisque modis ornatßimo vrro, D. Gerardo a Velt Wijck […] (Widmungsepistel)

- Qvid frvges, et qvot earum genera. Cap. Primvm.
- De Tritico. Cap. II.
- De Zea. Cap. III.
- De Olyra. Cap. IIII.
- De Typha Cereali. Cap. V.
- De Seopyro. Cap. VI.
- De Thracica Briza. Cap. VII.
- De Secali. Cap. VIII.
- De Oriza. Cap. IX.
- De Hordeo. Cap. X.
- De Milio. Cap. XI.
- De Milio Indico. Cap. XII.
- De Panico. Cap. XIII.
- De Avena. Cap. XIIII.
- De Tragotropho. Cap. XV.
- De Faba. Cap. XVI.
- De Phaselo. Cap. XVII.
- De Phaseolis sive Dolichis. Cap. XVIII.
- De Piso. Cap. XIX.
- De Ochro sive Ervilia. Cap. XX.
- De Lathyro. Cap. XXI.
- De Araco sive Cicera. Cap. XXII.
- De Erebinthis sive Ciceribvs. Cap. XXIII.
- De Lvpinis. Cap. XXIIII.
- De Ervo. Cap. XXV.
- De Vicia. Cap. XXVI.
- De Aracho. Cap. XXVII.
- De Apace. Cap. XXVIII.
- De Lente. Cap. XXIX.
- De Secvridaca. Cap. XXX.
- De Ornithopodio. Cap. XXXI.

- Errata sic corrigito primus numerus folium, alter paginam tertius lineam significat
- Epistolae duae. Vna ad D. Iochimvm Rolandum de Farre, Chondro, Trago, Prisana, Crimno & Alica Altera ad D. Ioannem Vischauium de Zytho & Cereuisia
- Catalogvs Avthorvm

### Übersicht über die Illustrationen

Illustrationen
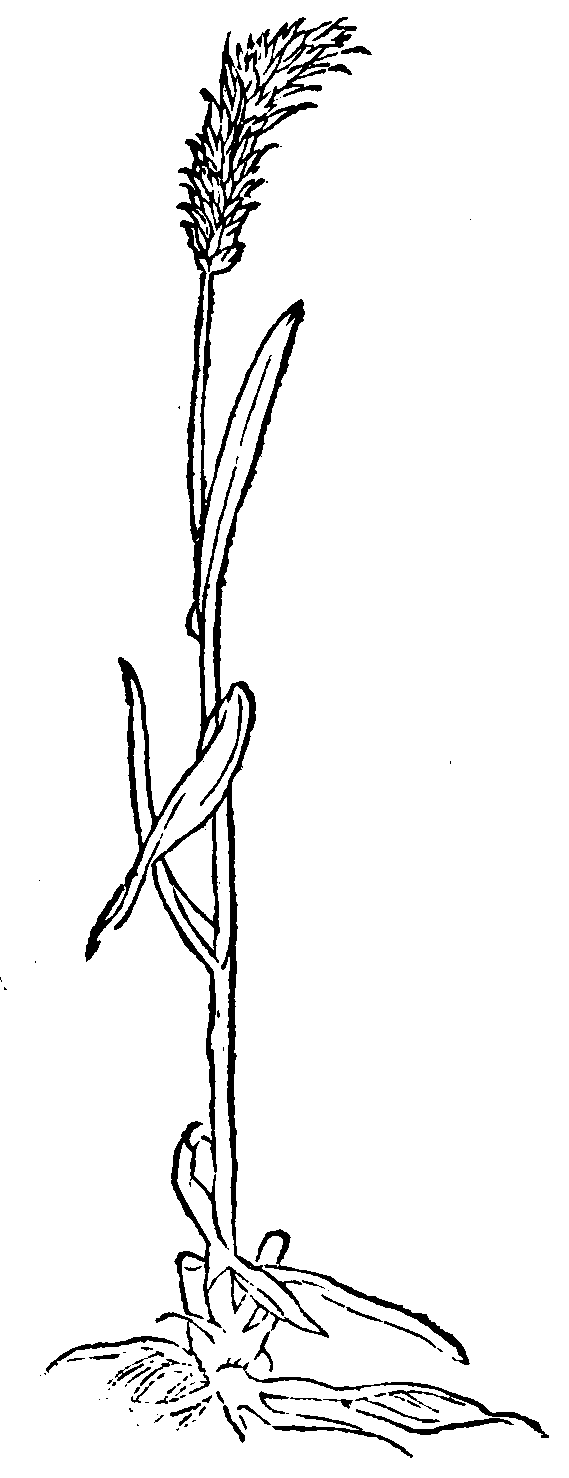
Triticum
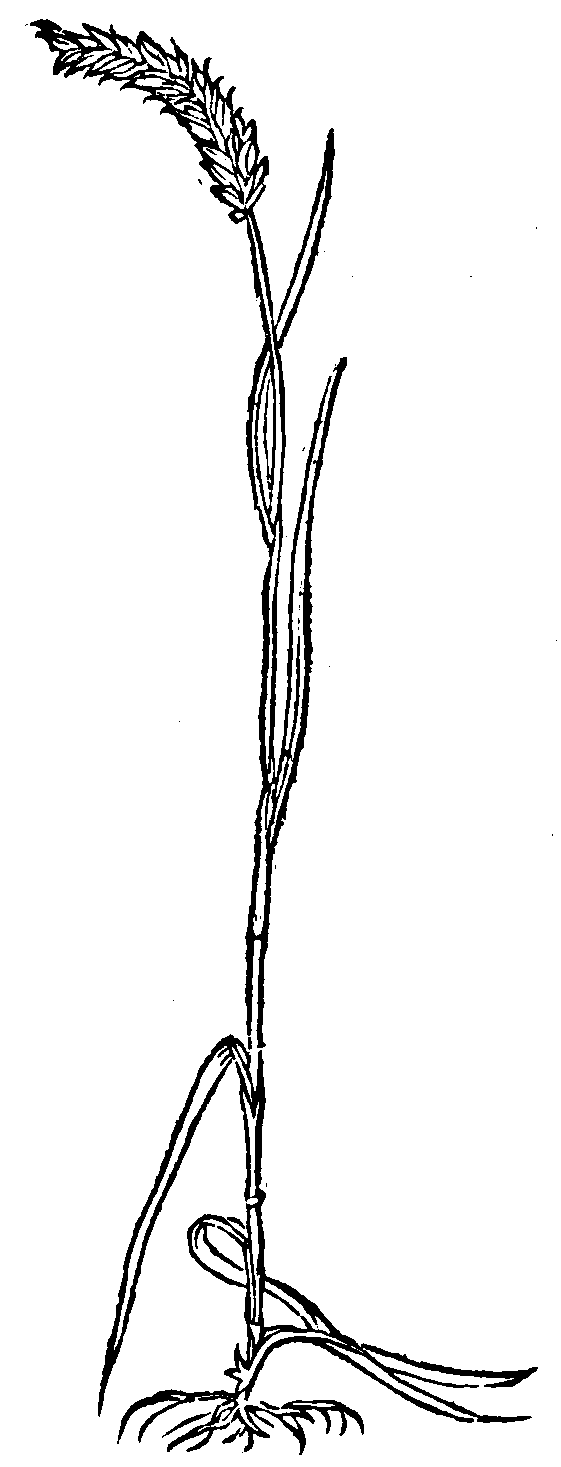
Zea
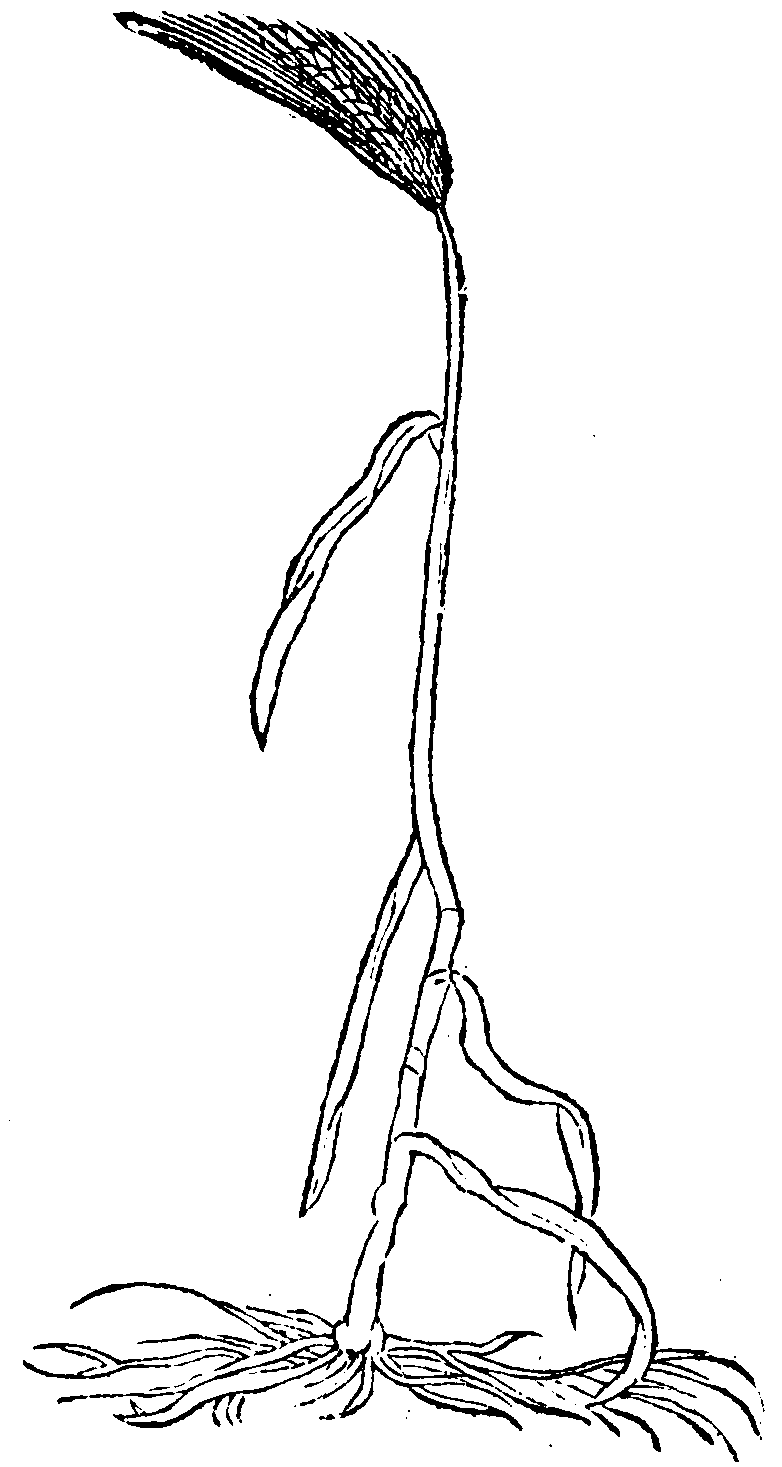
Olyra, Arinca
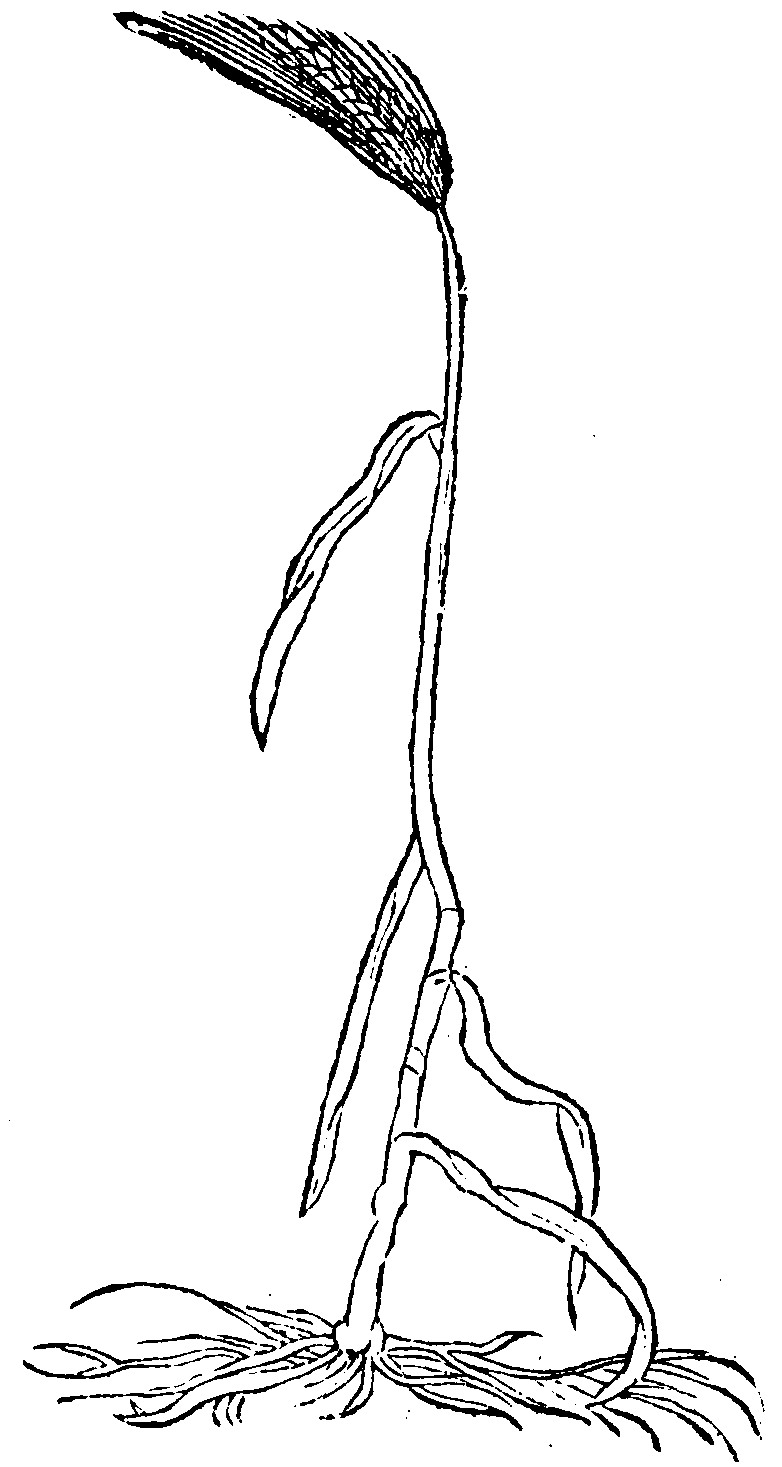
Typha
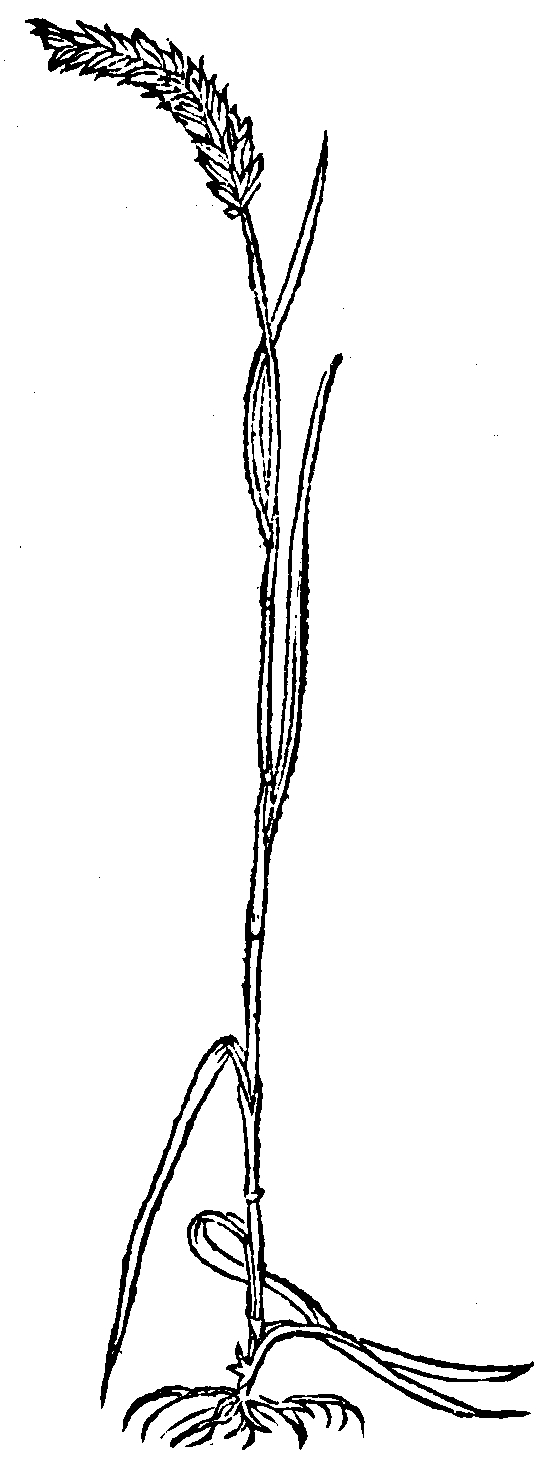
Seopyron
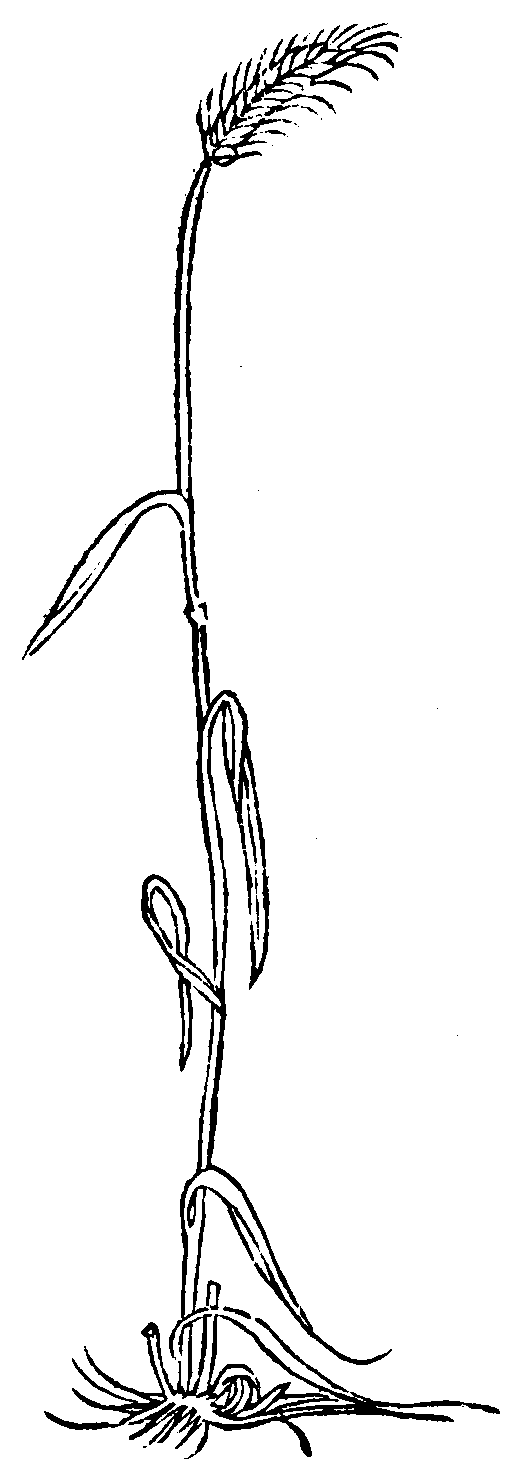
Briza
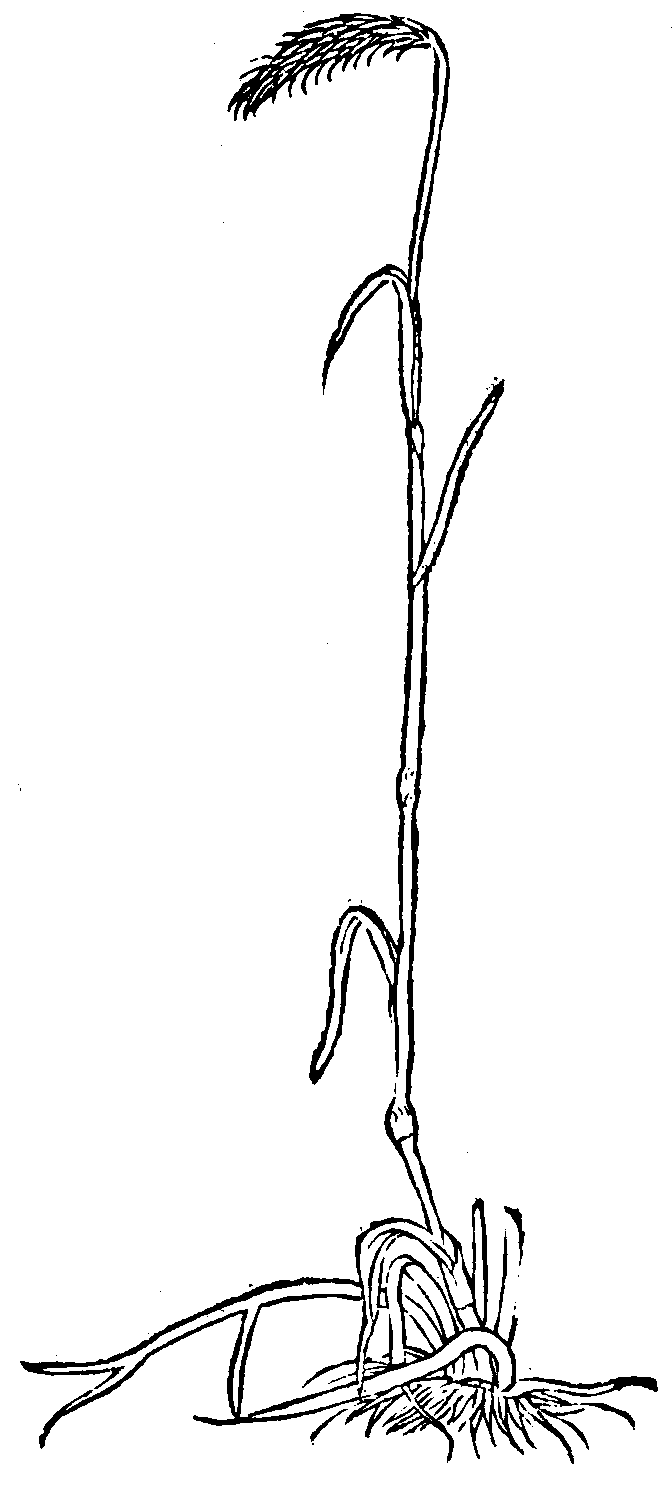
Secale, Rogghe
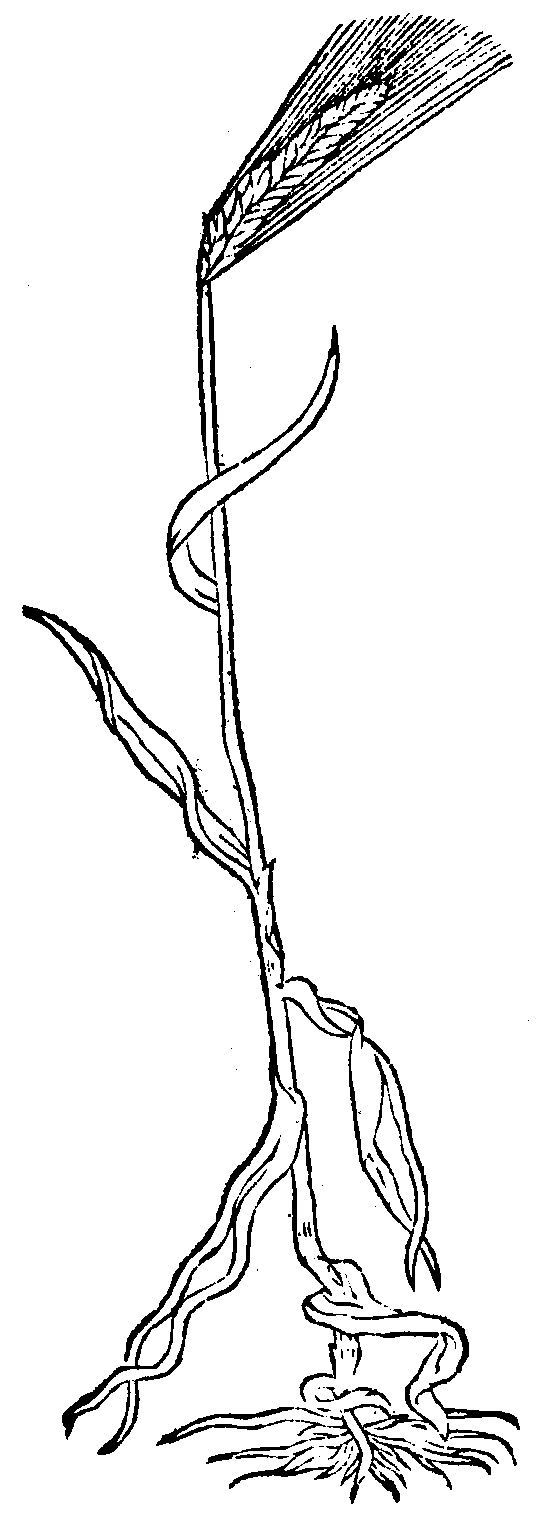
Hordeum Polystichum
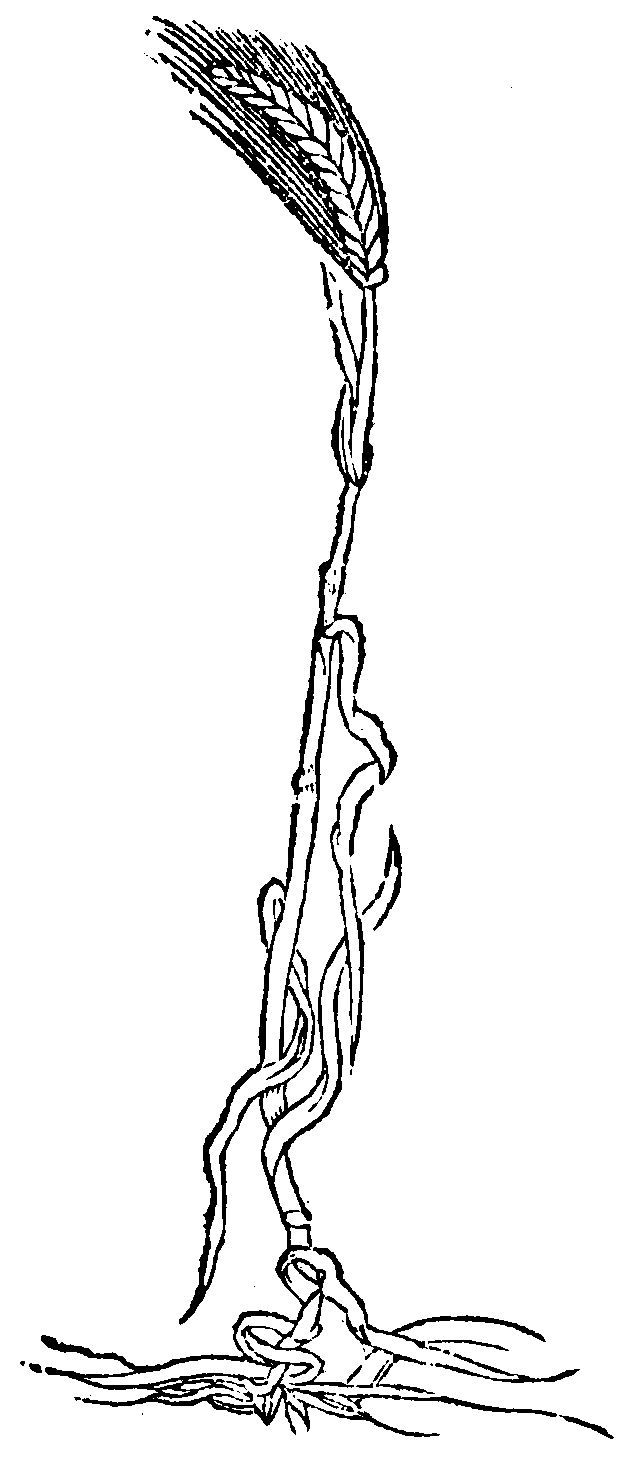
Hordeum Distichum
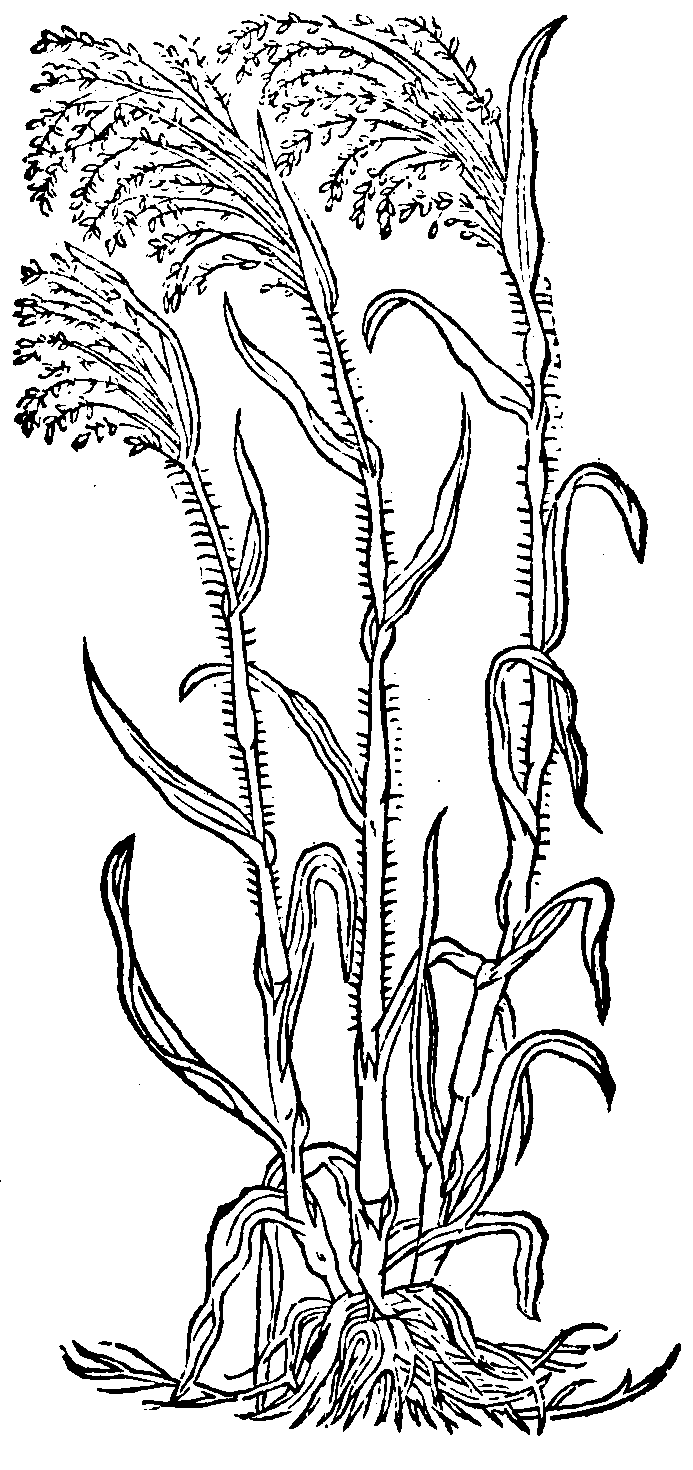
Milium
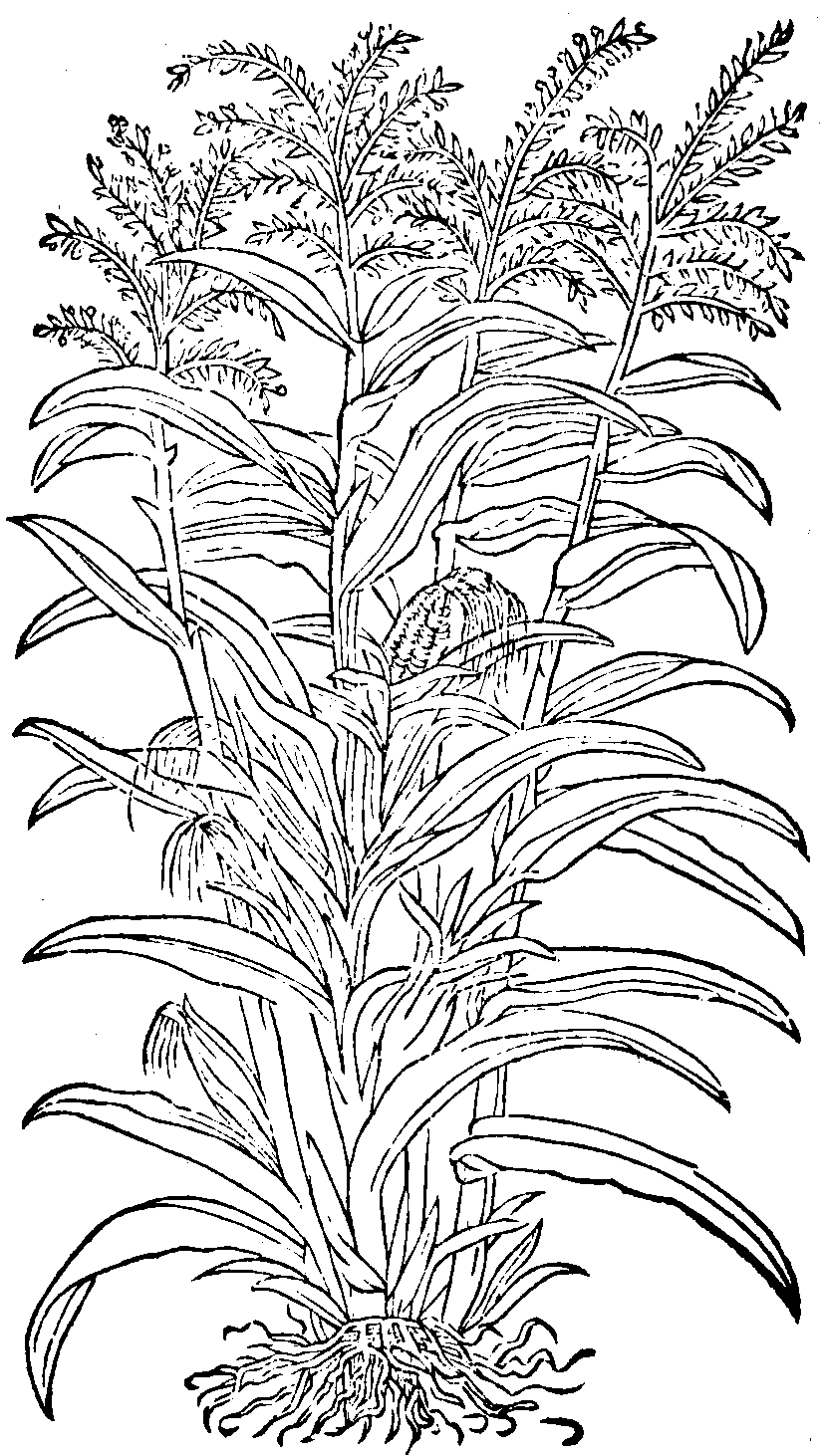
Milium Indicum
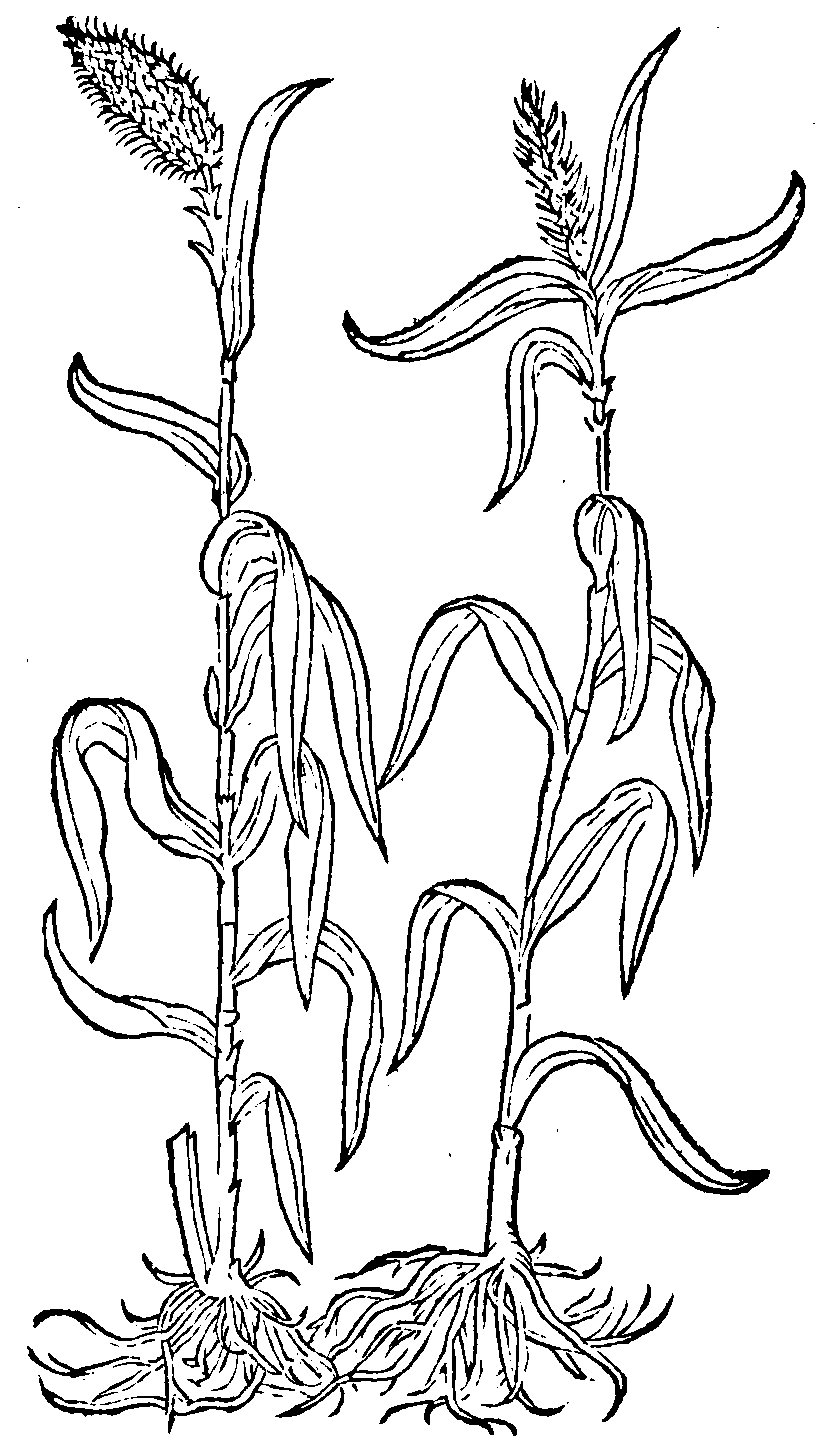
Panicum
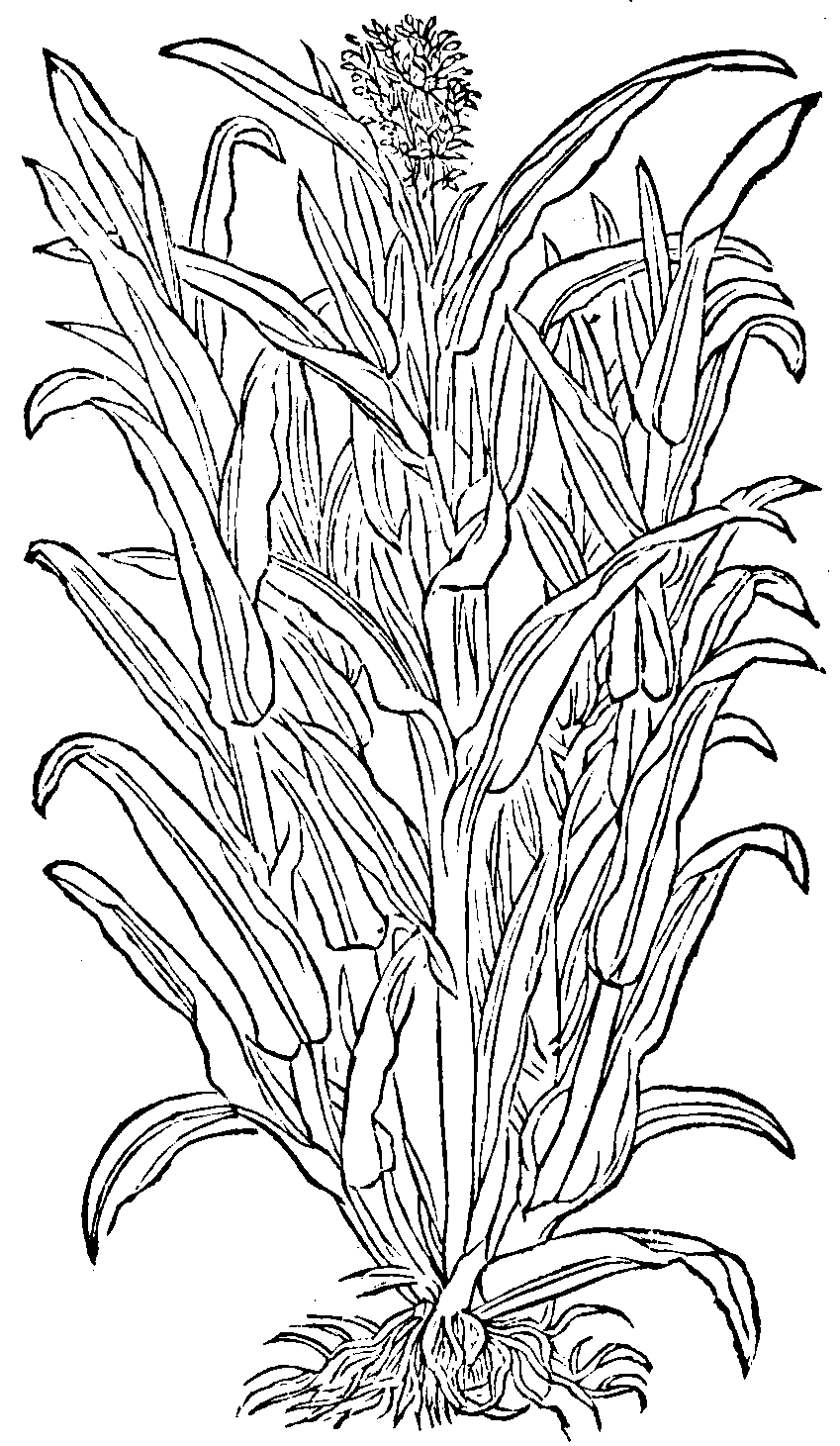
Sorghi
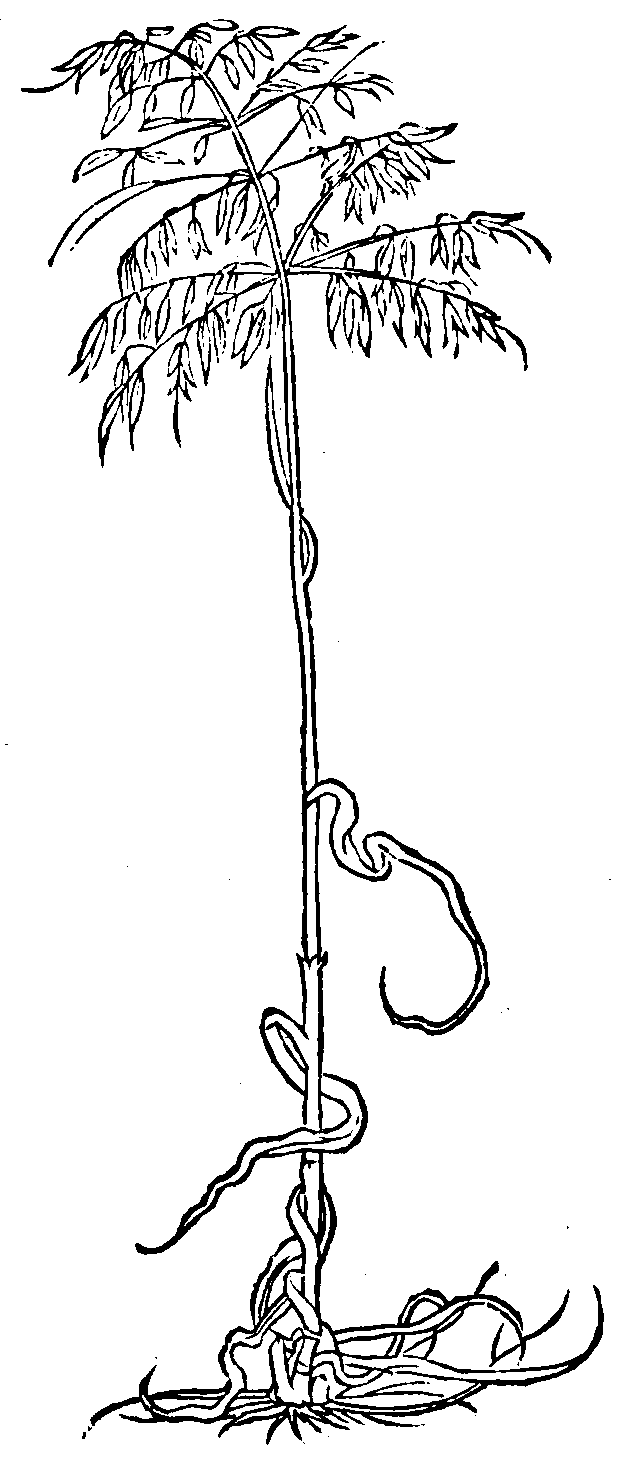
Auena
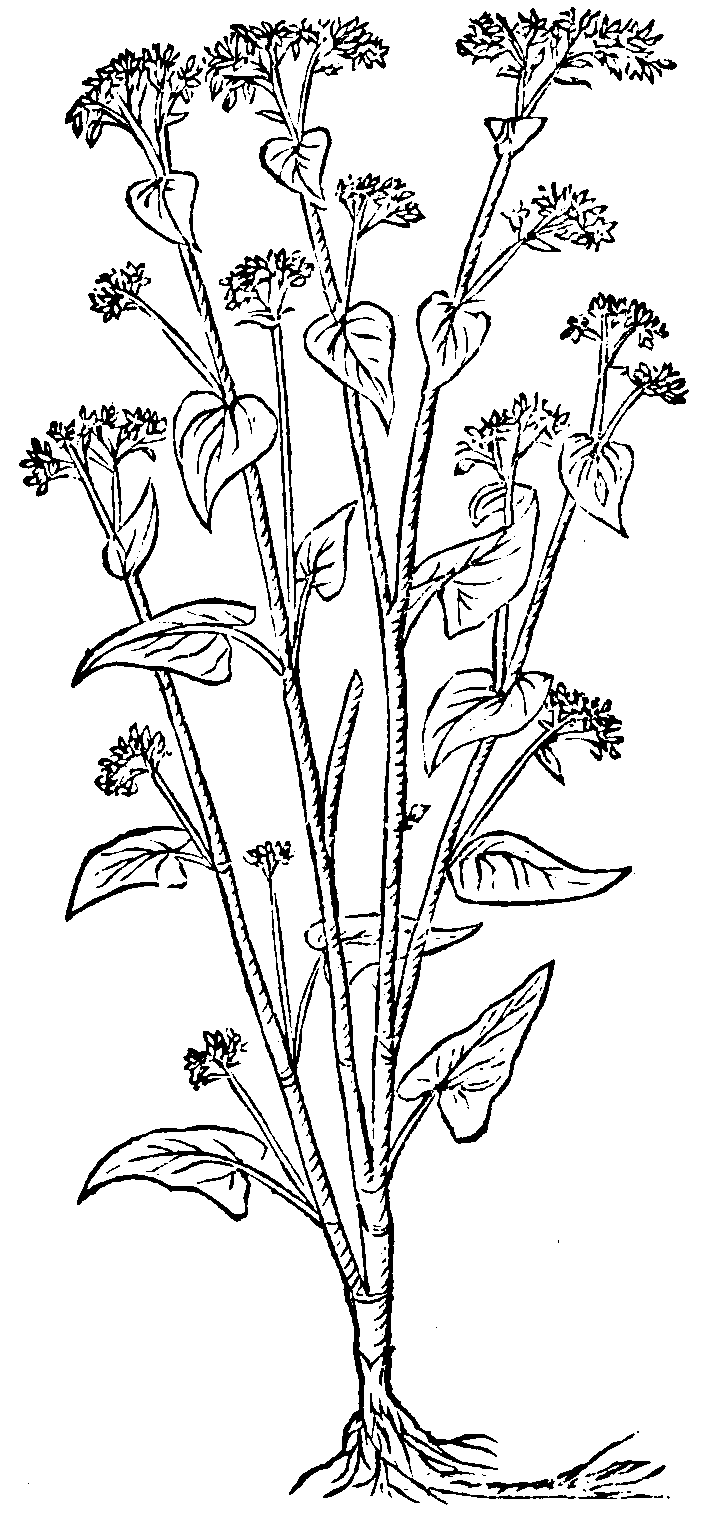
Thragotrophon
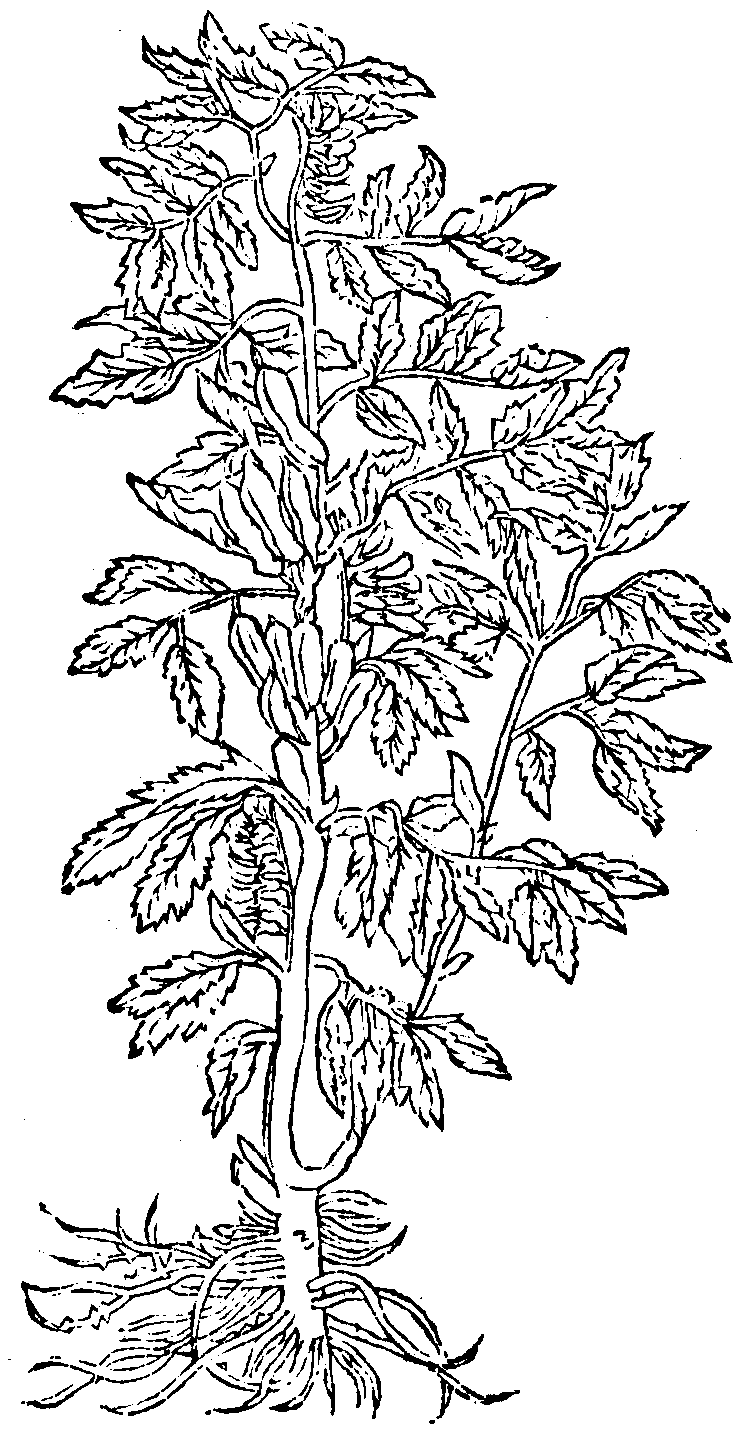
Phaselus, Satiuus
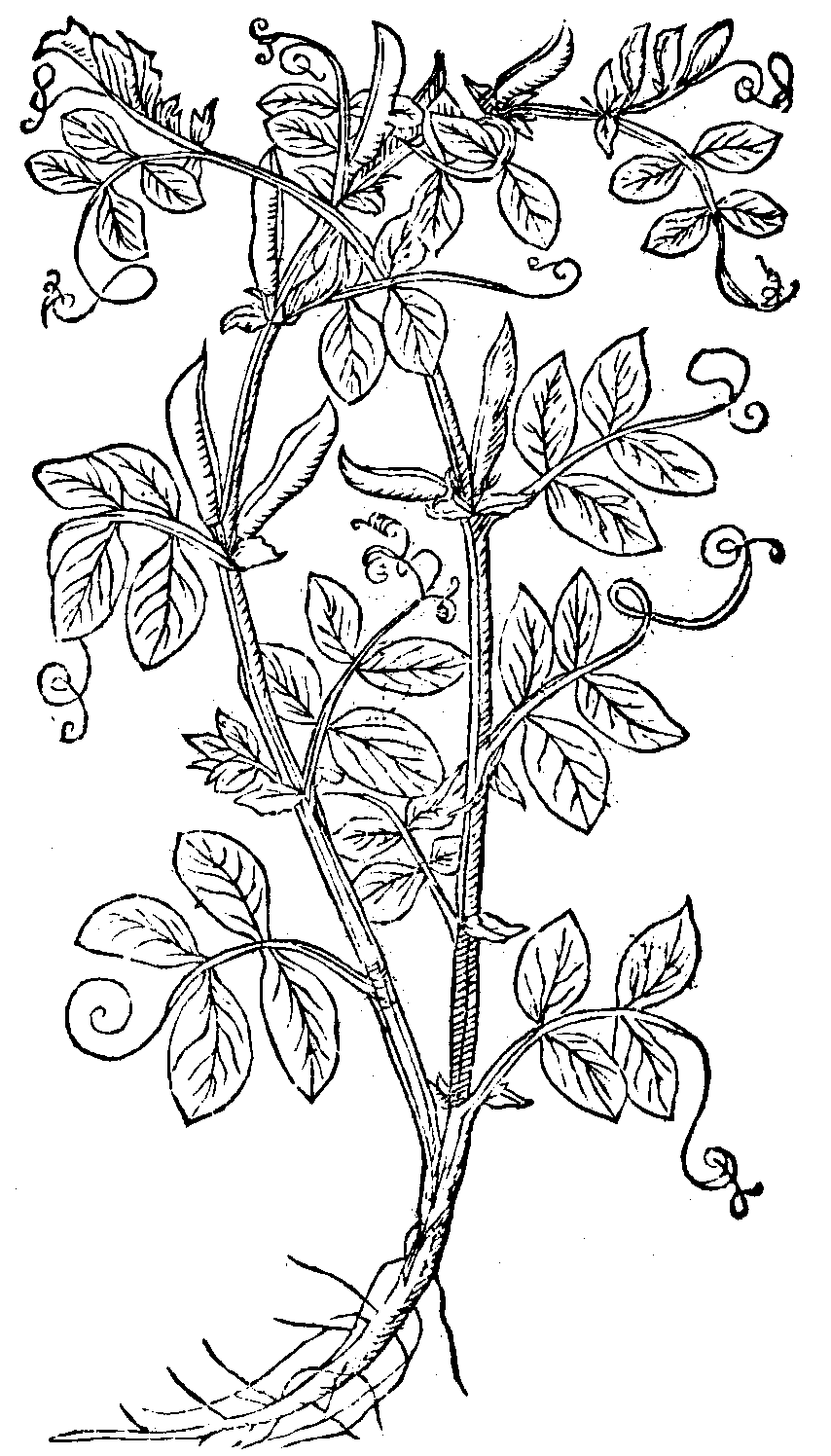
Phaselus, Syluestris
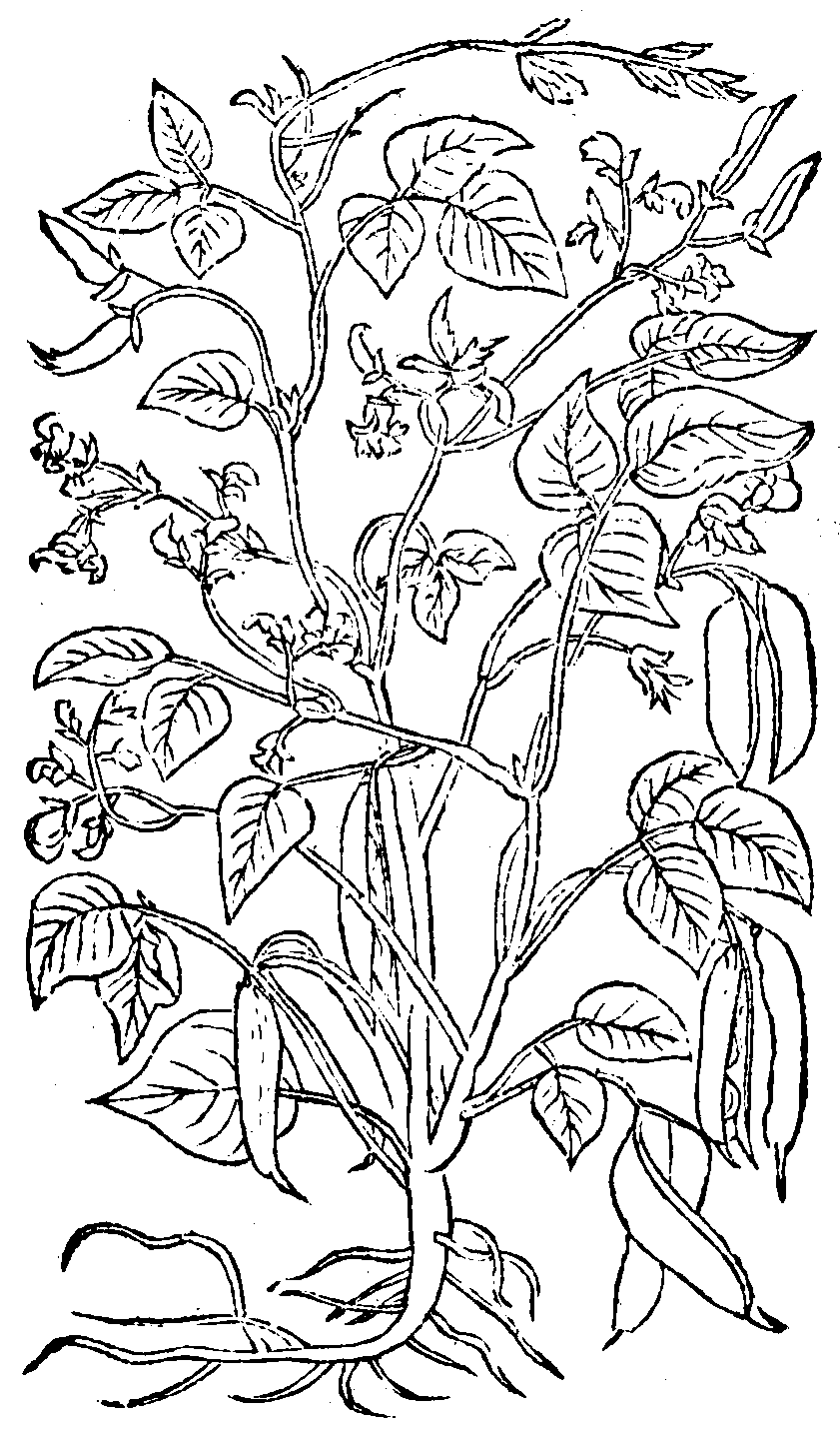
Phaseolus
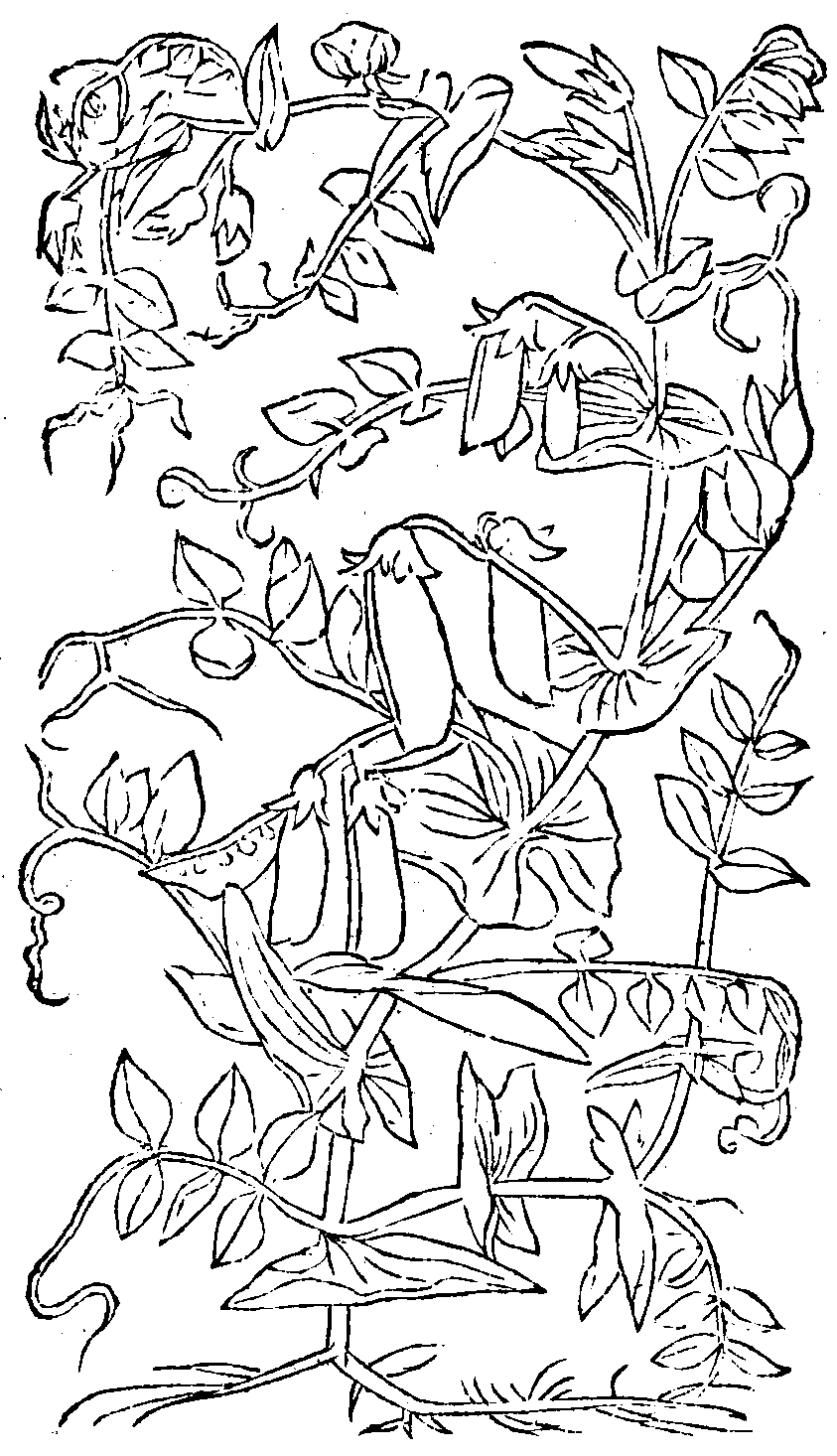
Pisum
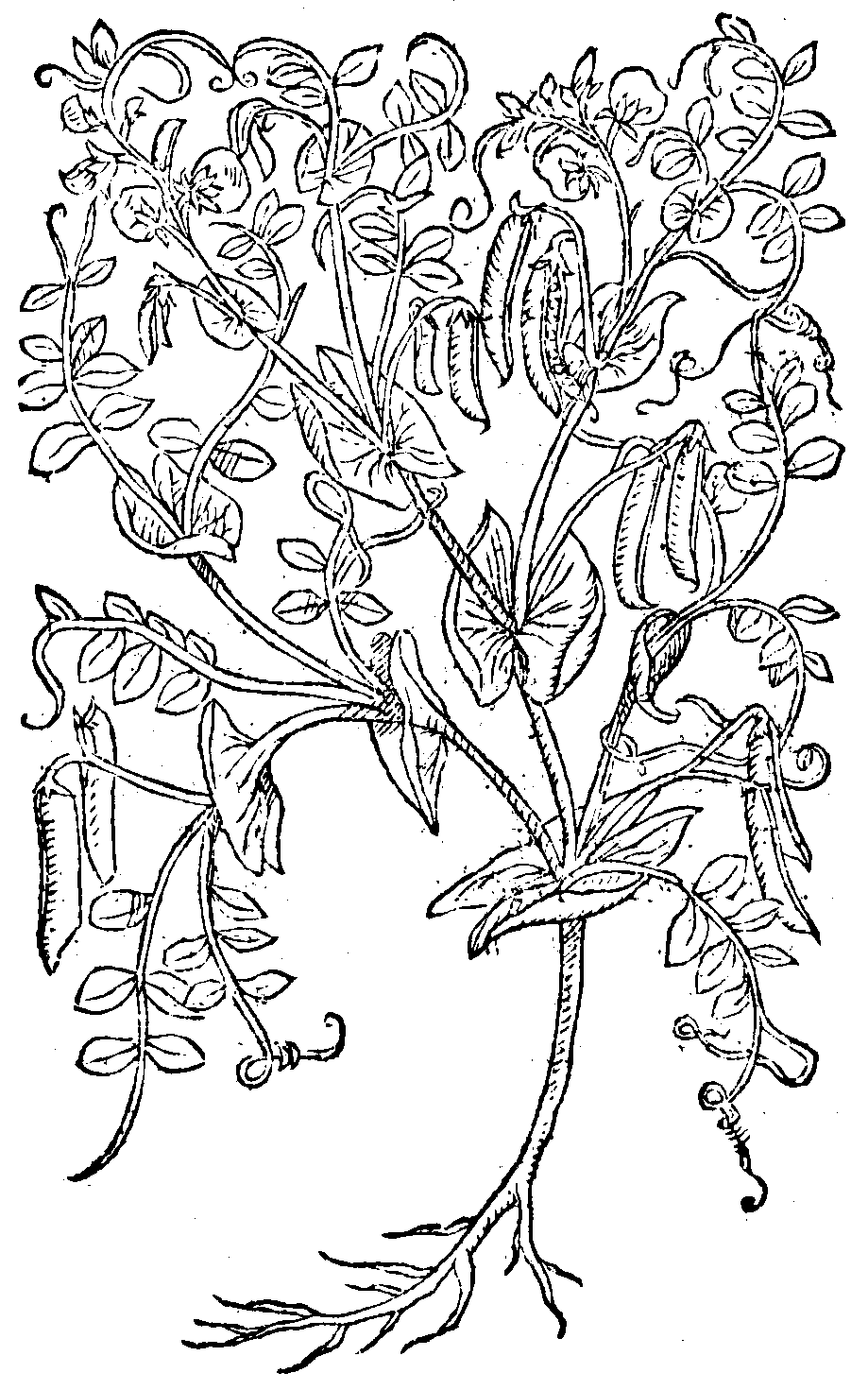
Eruilia
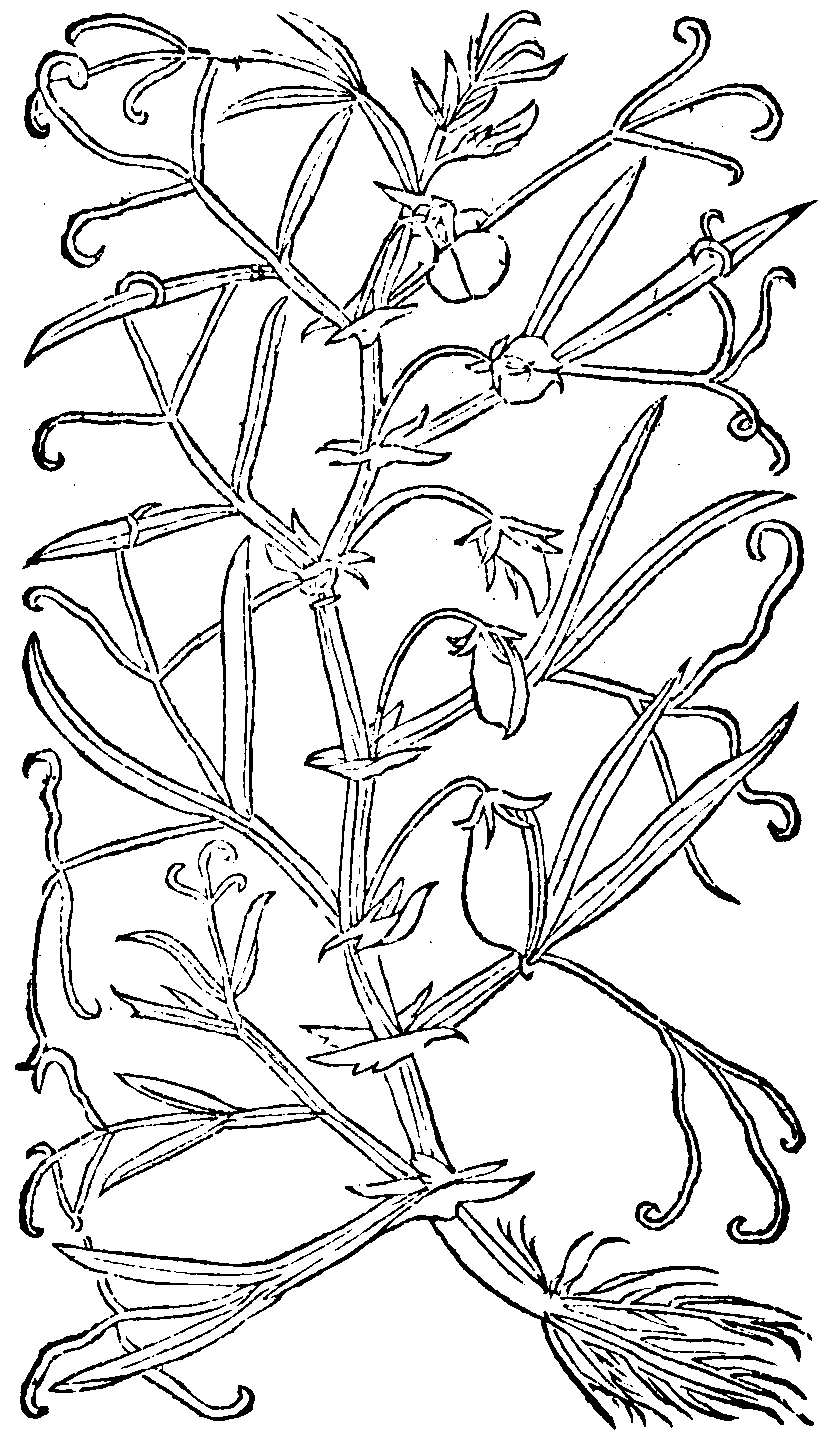
Cicercula
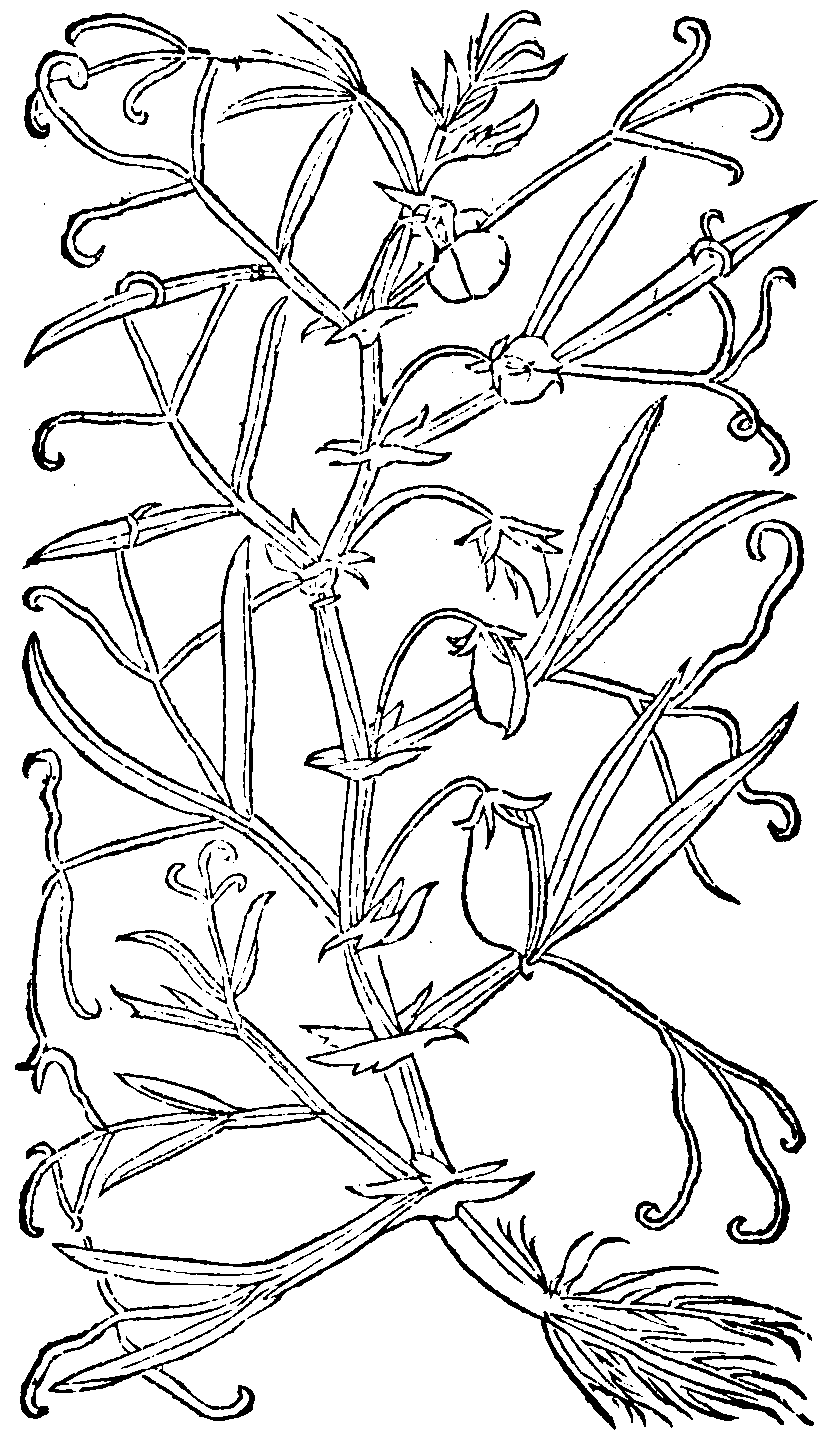
Cicera
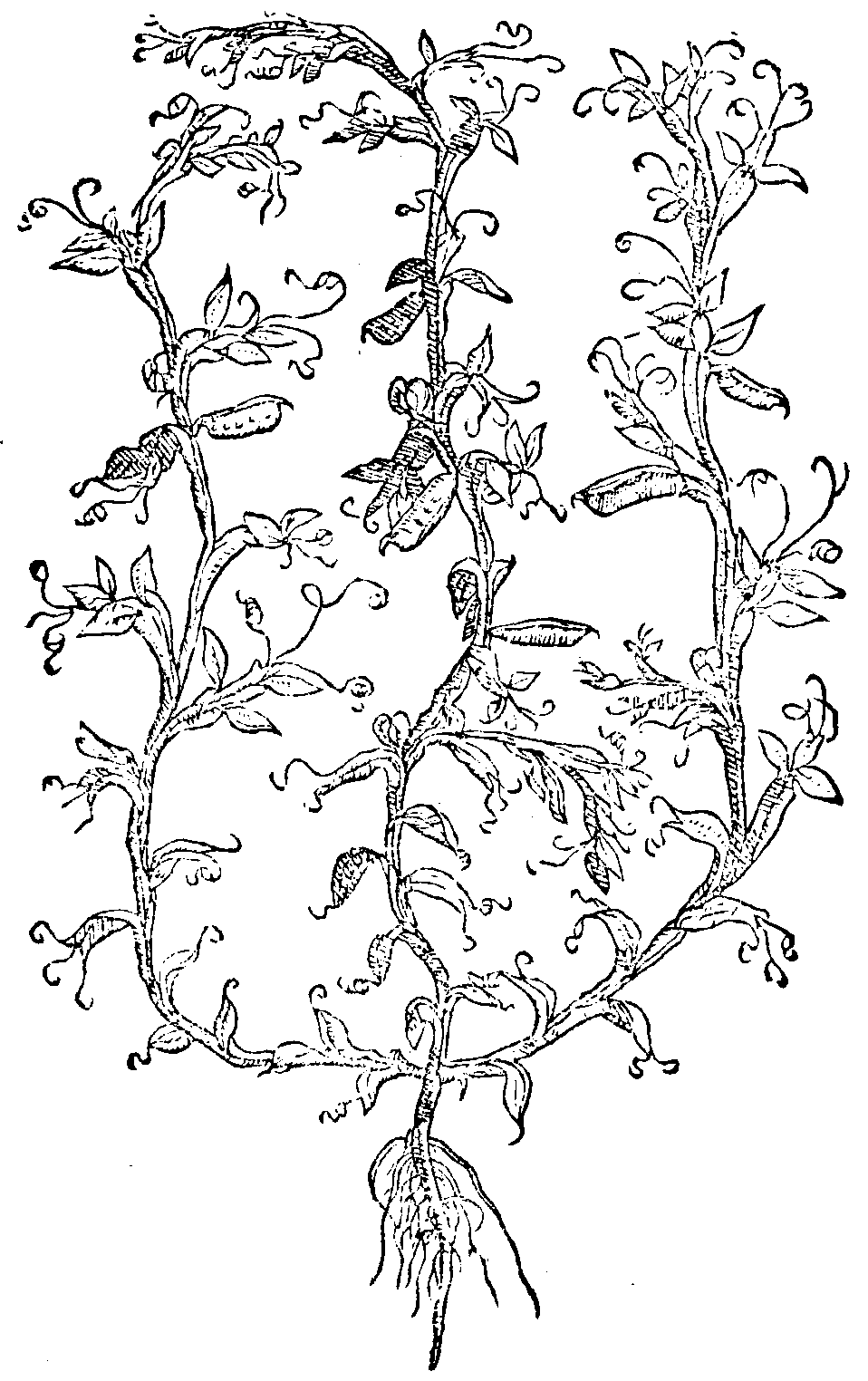
Stiuum, Cicer
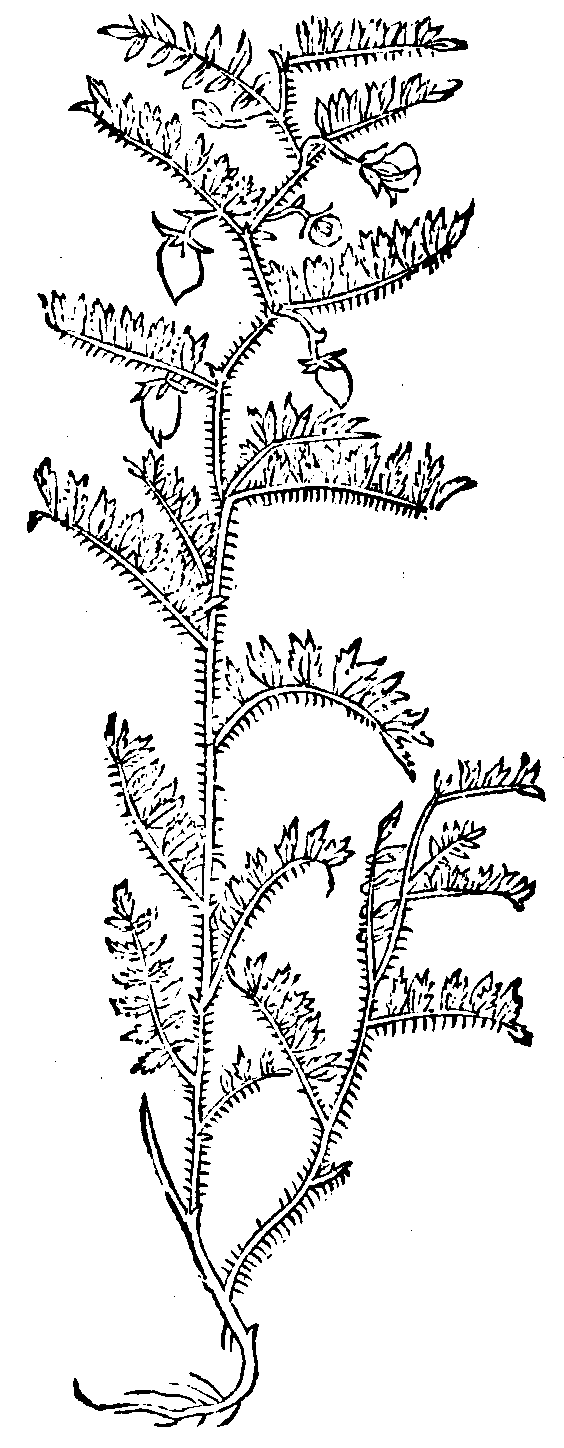
Arietinum Cicer
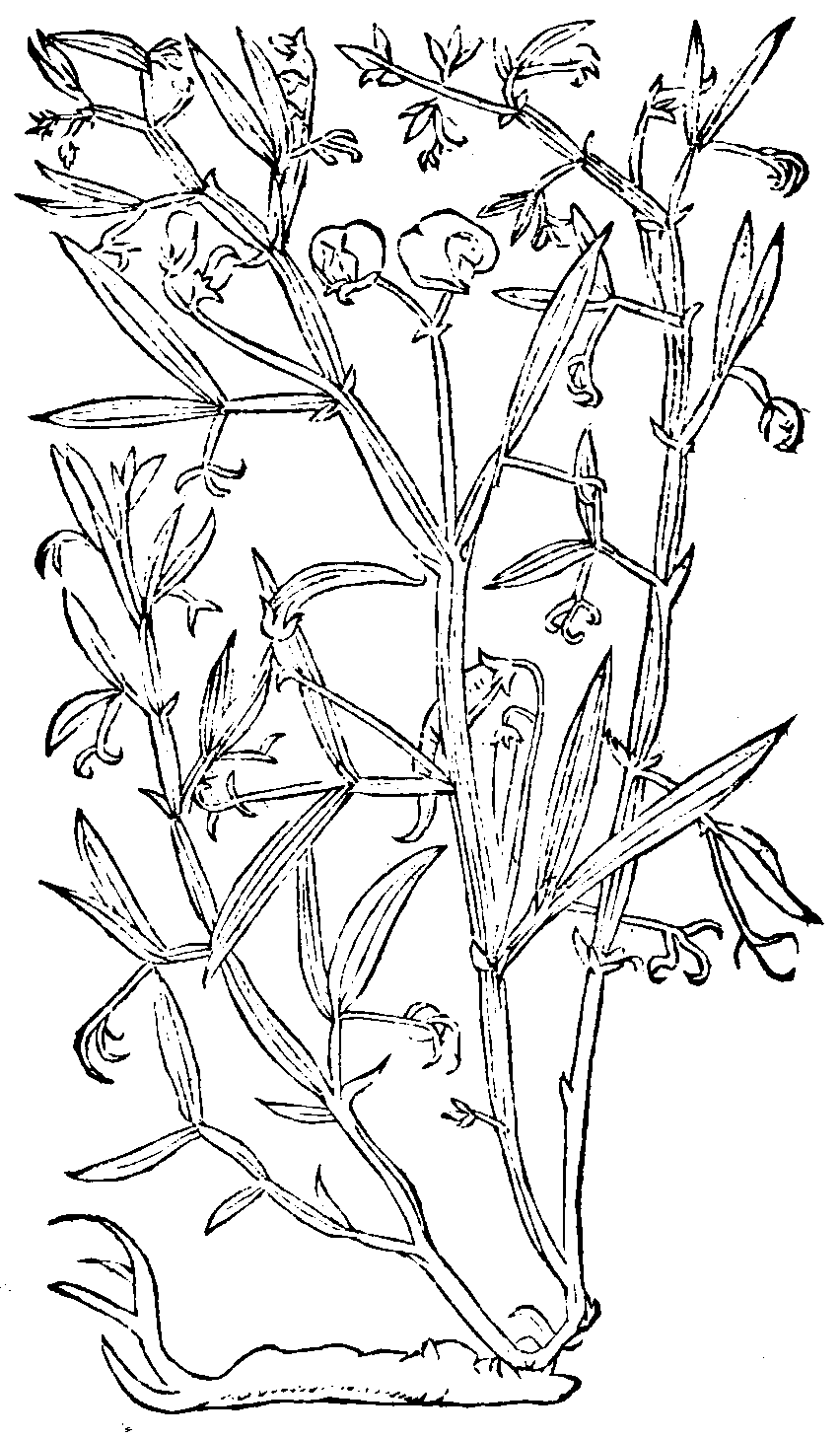
Cicer Syluestre
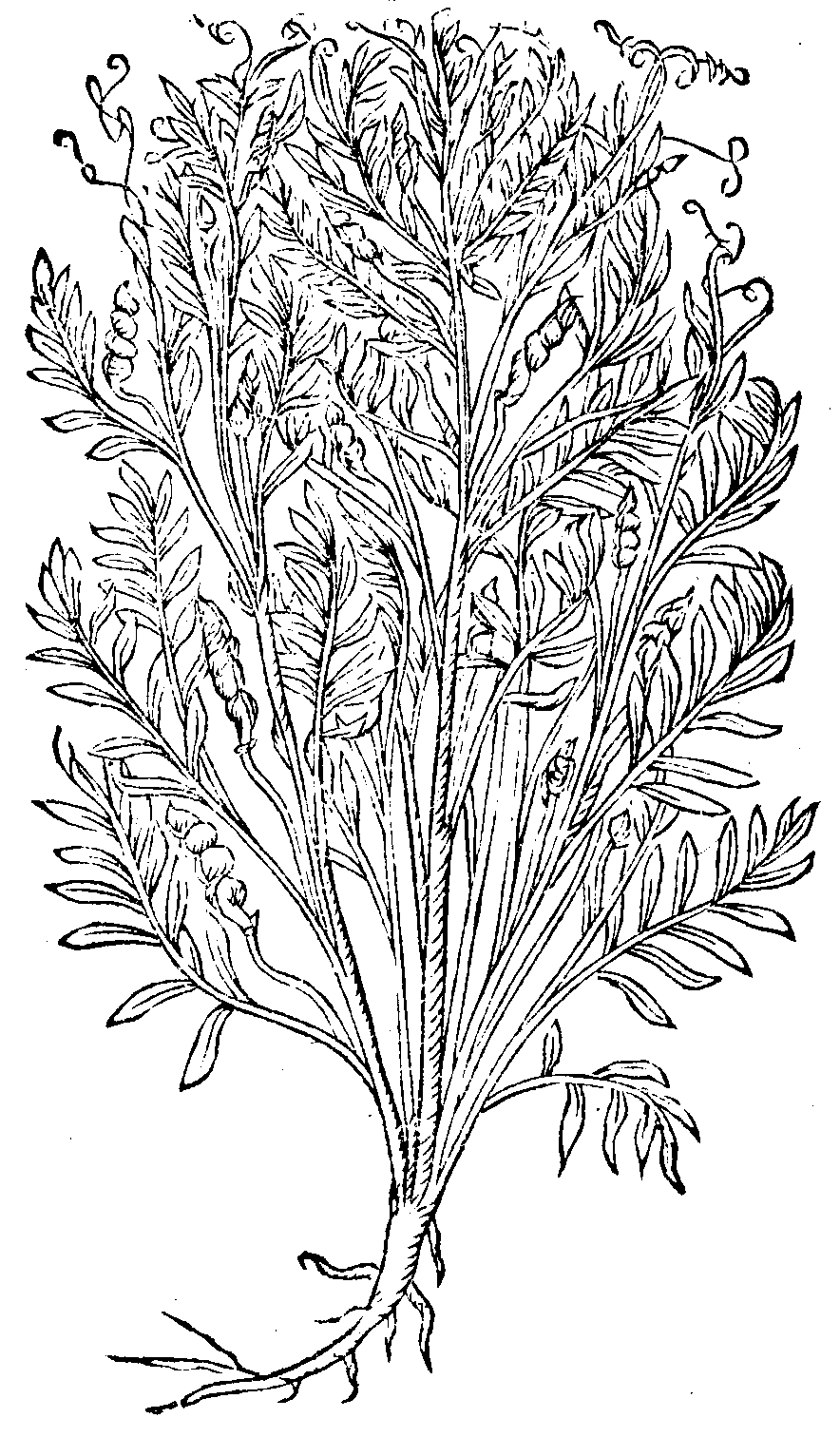
Cicercula Plinij
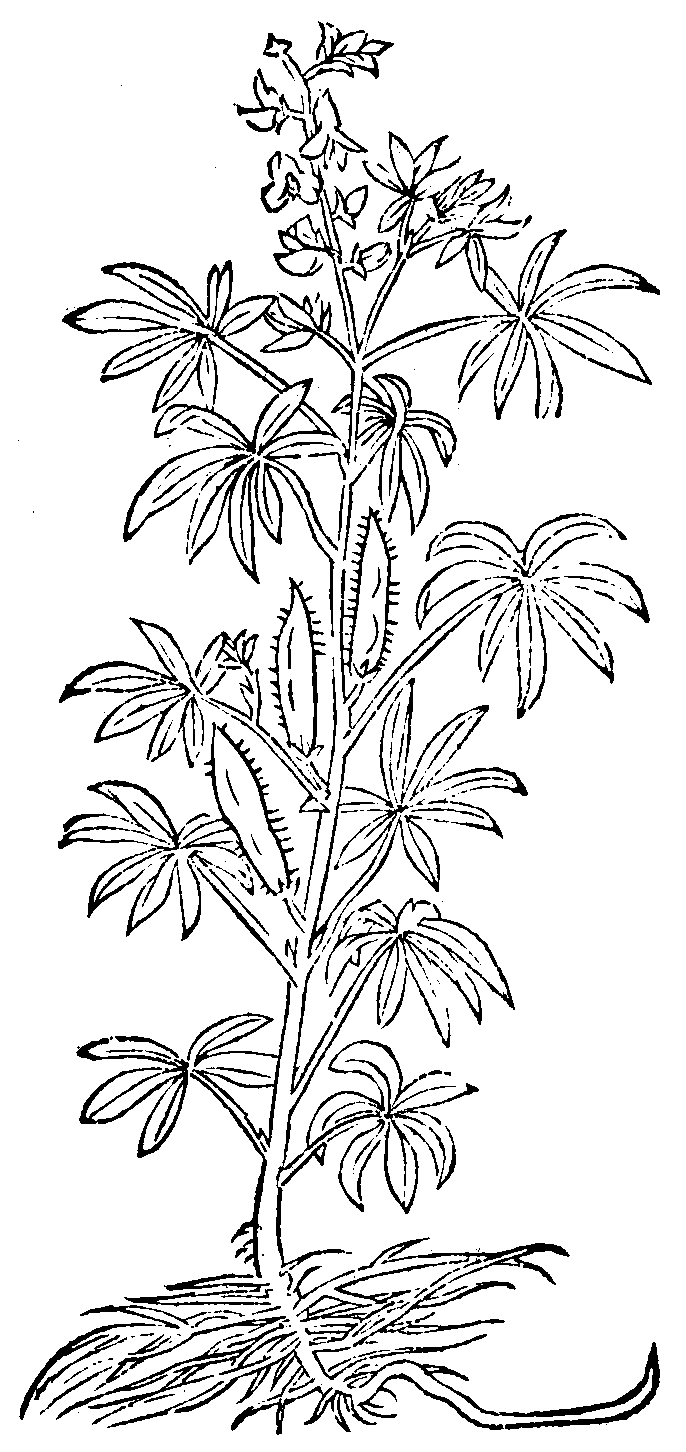
Lupinus, Satiuus
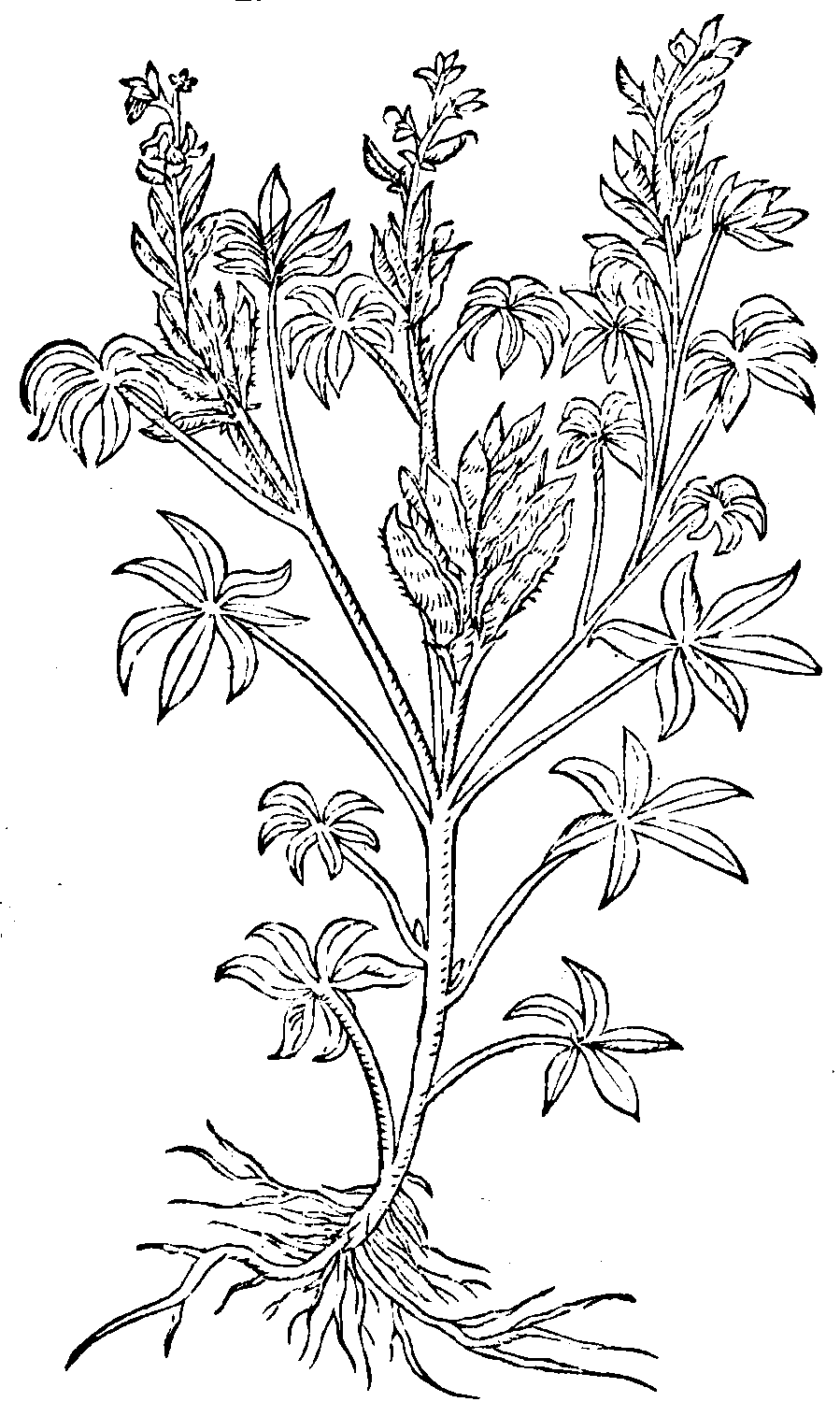
Lupini, Syluestres
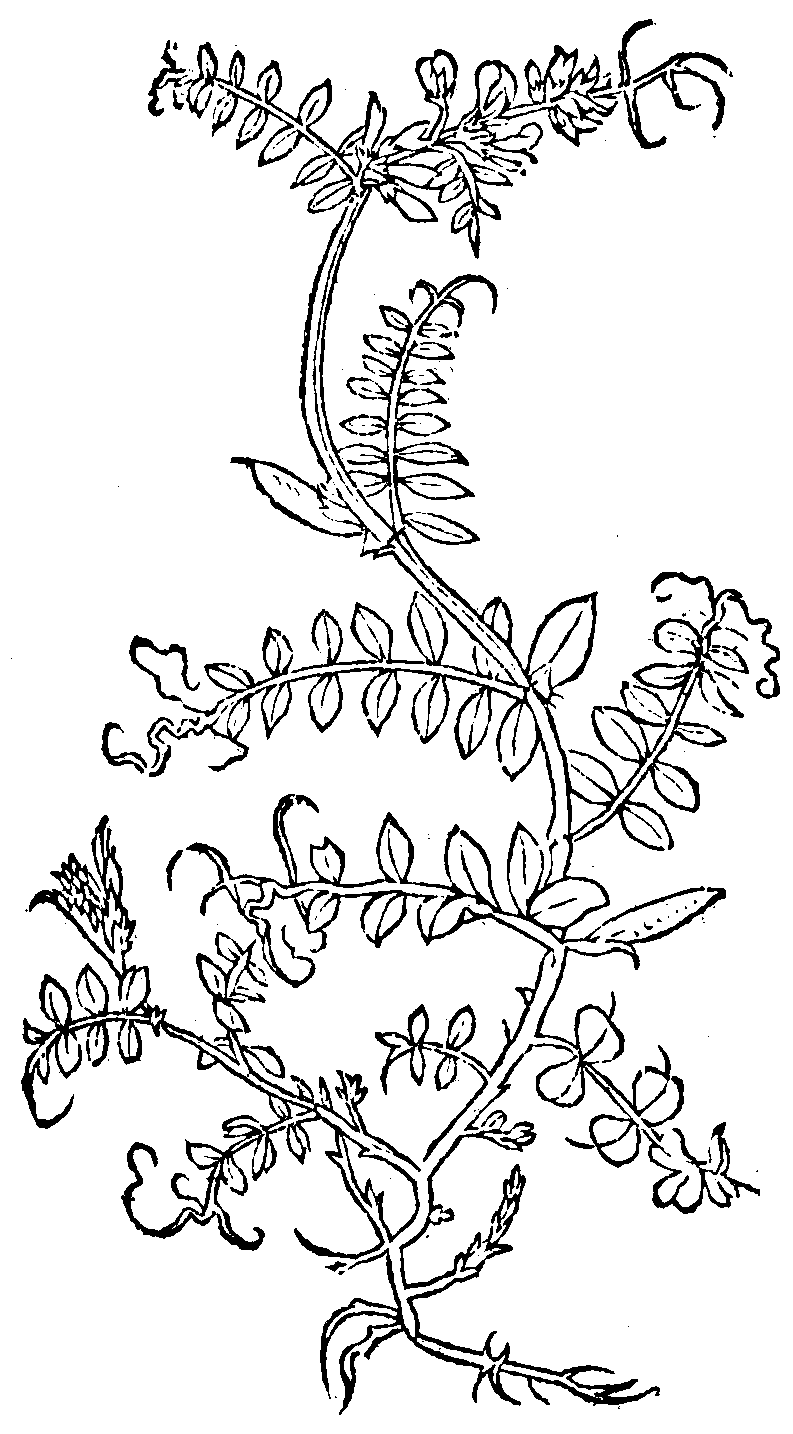
Vicia
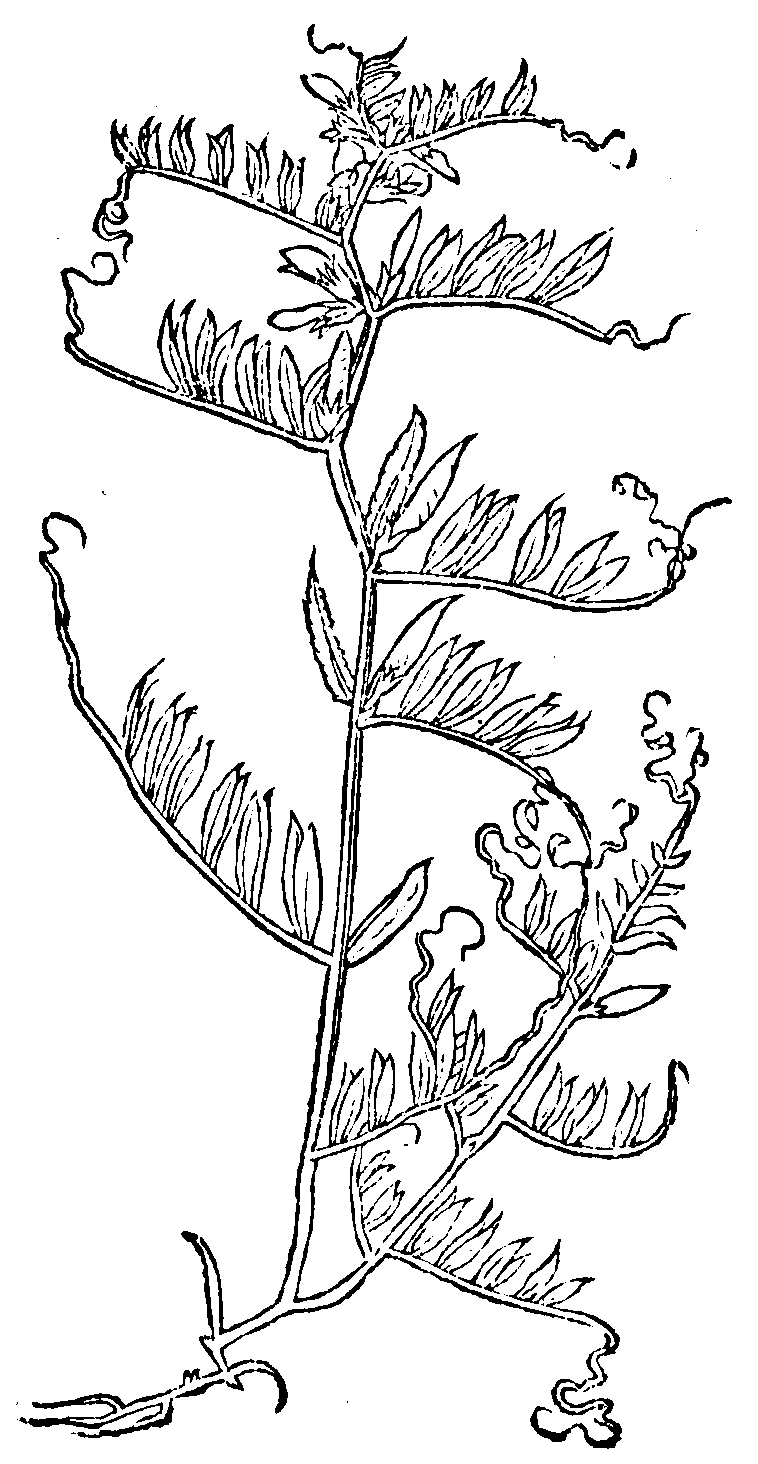
Arachus
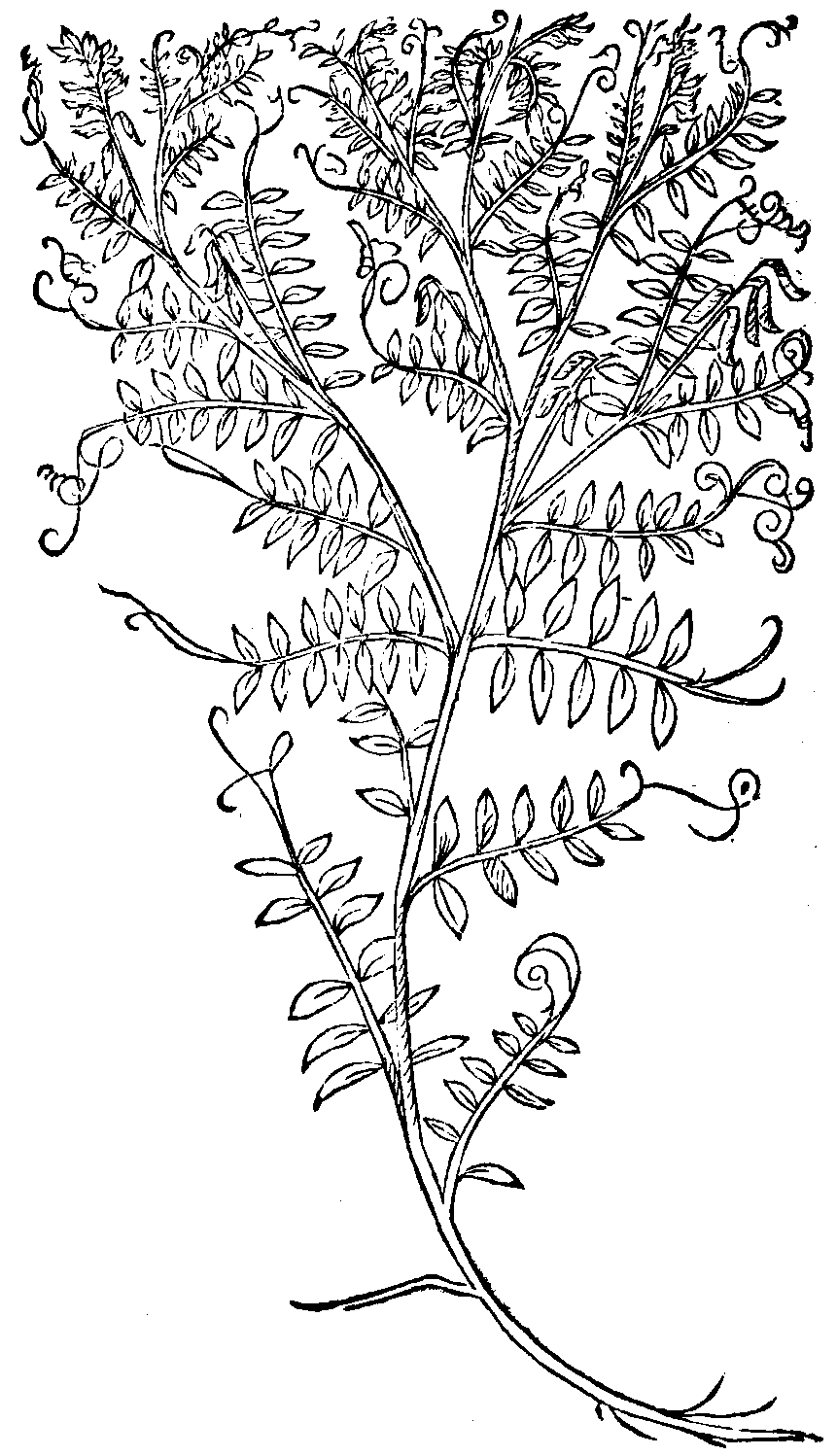
Aphace
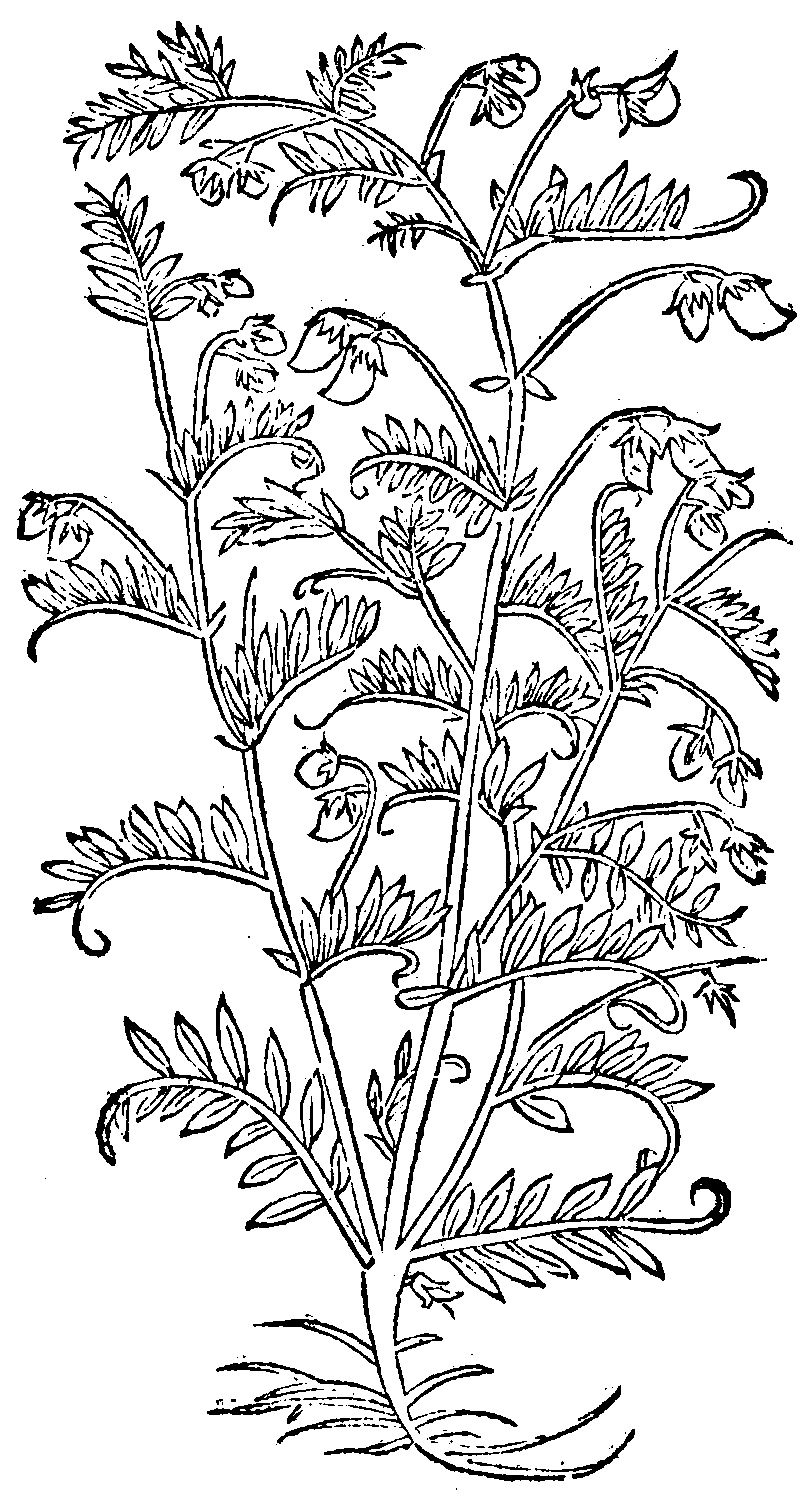
Lens
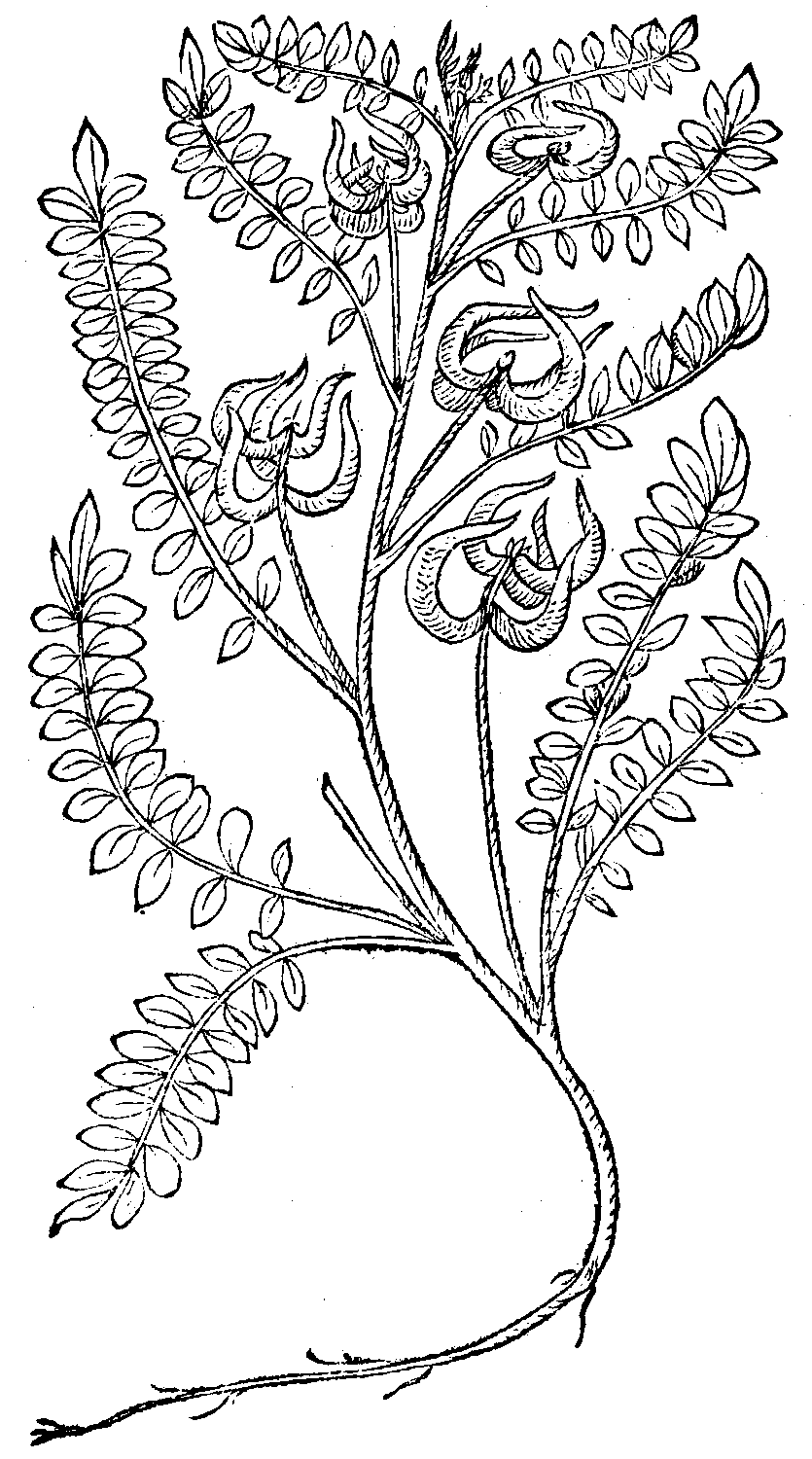
Securidaca
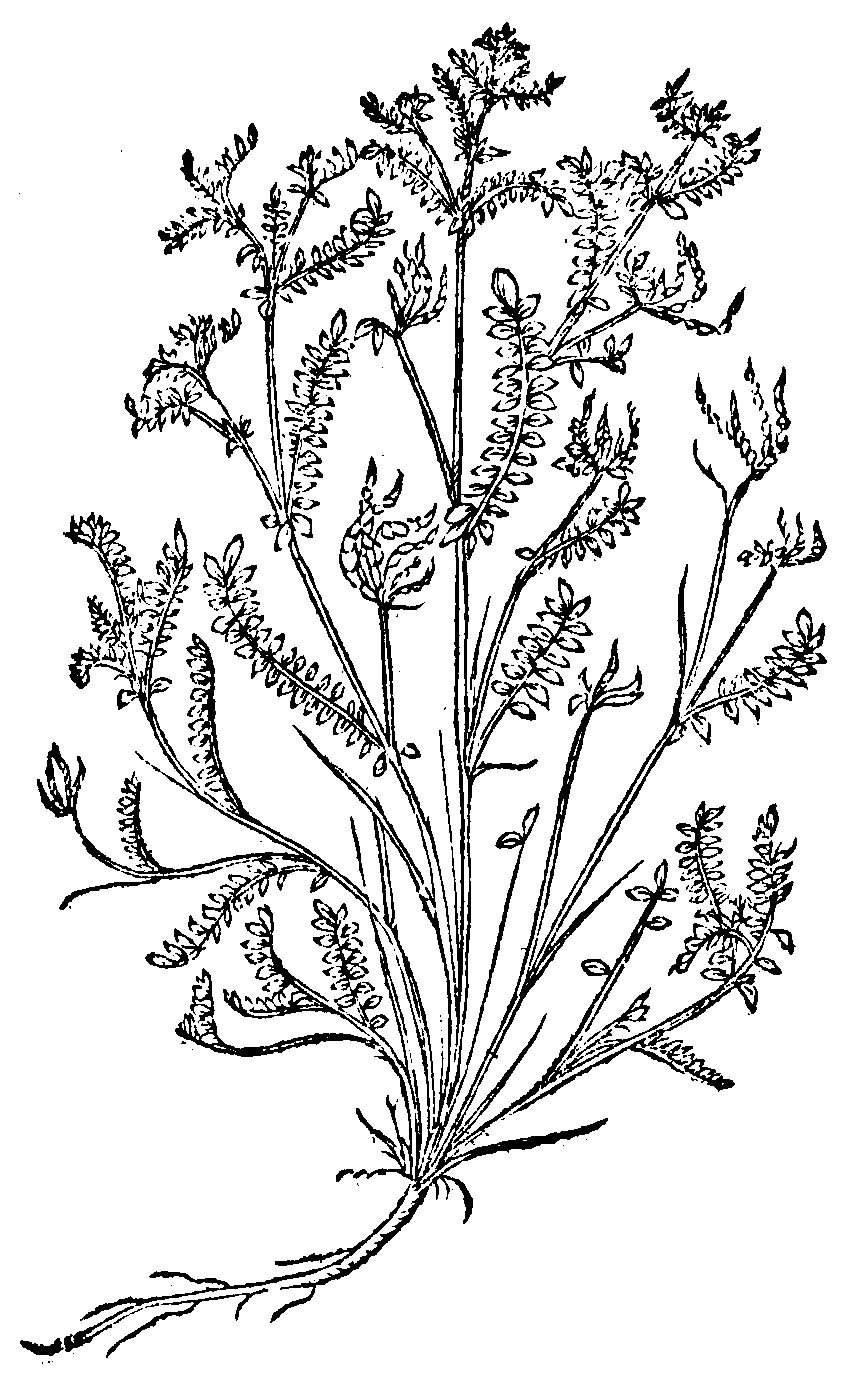
Ornithopodion

doppelte Illustrationen
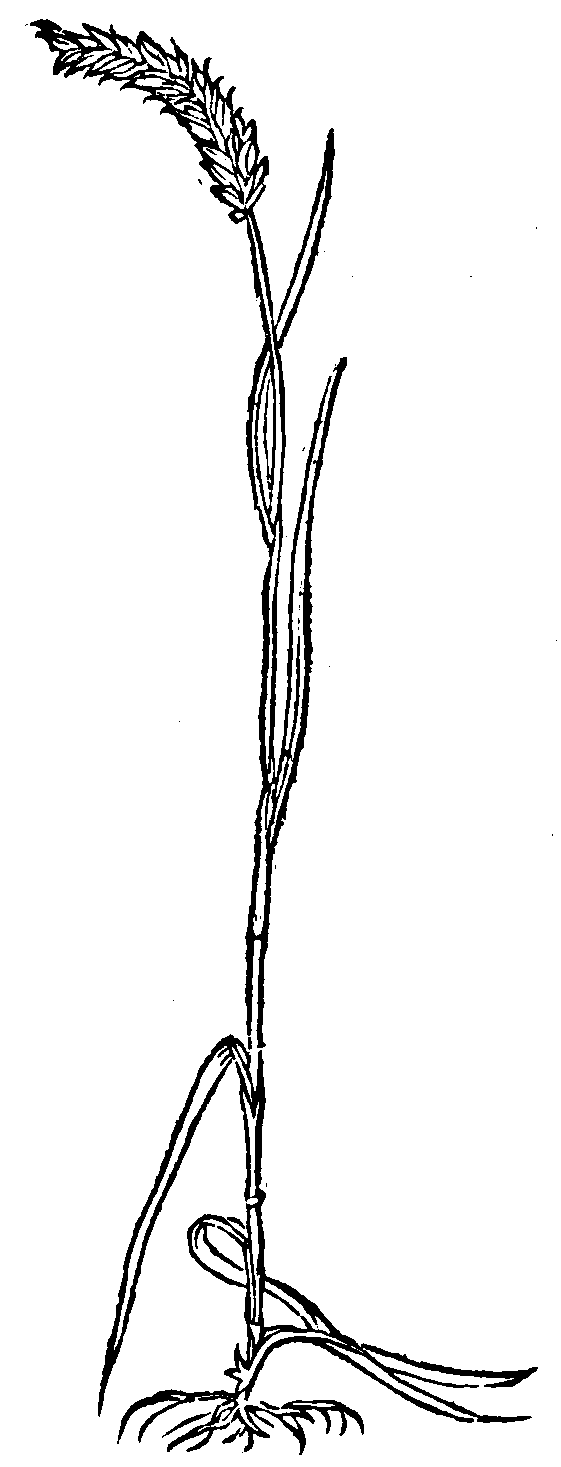
S. 16r und S. 22r
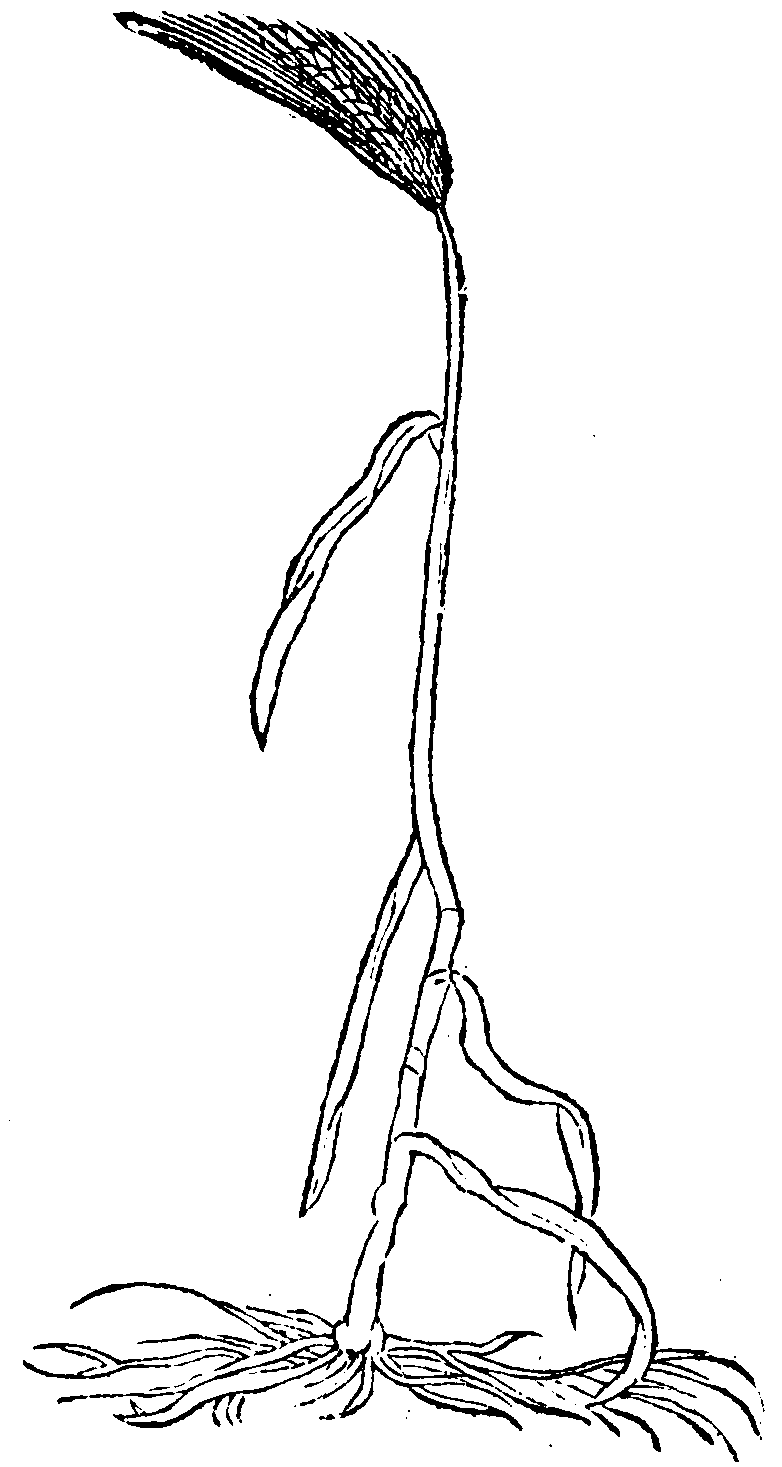
S. 18r und S. 19v
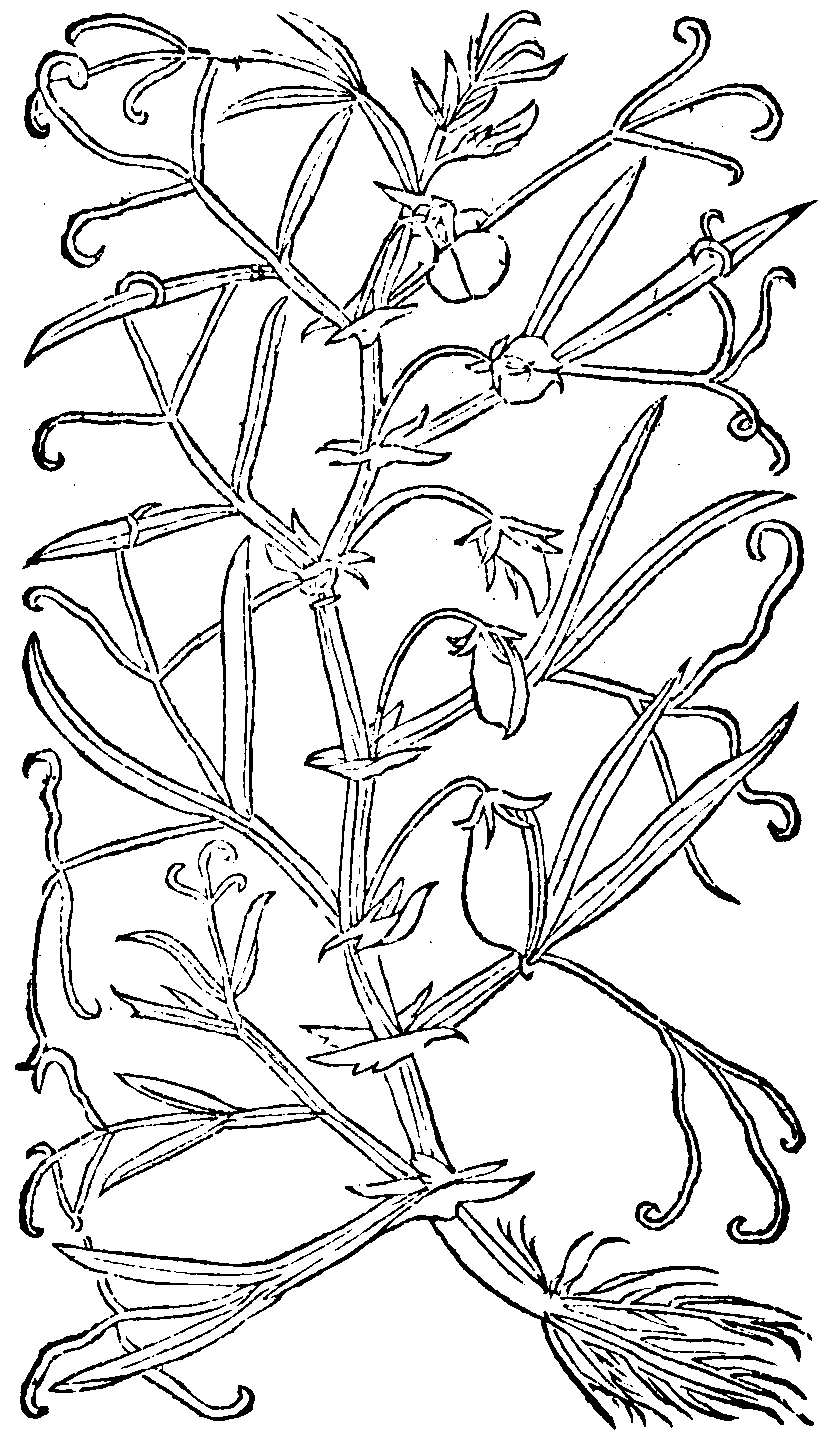
S. 55v und S. 57v

## Vergleich der abgebildeten Pflanzen
| Tafel                             | Lib. IV Cruijdeboeck                                                       | Fuchs 1545                                    | Fuchs 1542                                    | Name                                                  |
| --------------------------------- | -------------------------------------------------------------------------- | --------------------------------------------- | --------------------------------------------- | ----------------------------------------------------- |
| II, S. 5v Triticum                | I, S. 494: Triticum, Terwe                                                 | S. 372 Tritici primum genus Gemeiner Weytzen  | S. 648 Tritici primvm genvs Weyssen           | Weichweizen (Triticum aestivum)                       |
| III, S. 16r Zea                   | II, S. 495: Zea, Spelte                                                    | S. 160 Zeae privm genus Speltz                | S. 283 Zeae privm genvs Speltz                | Dinkel (Triticum spelta)                              |
| IIII, S. 18r Olyra, Arinca        | III, S. 497: Olyra, Amelcoren                                              | S. 373 Tritici tertivm genvs Welscher Weyssen | S. 649 Tritici tertium genus Welscher Weytzen | Emmer (Triticum dicoccum)                             |
| V, S. 19v Typha                   | IV, S. 498: Typha cerealis, Roomsche Terwe                                 |                                               |                                               | Rauweizen (Triticum turgidum)                         |
| VI, S. 22r Seopyron               | V, S. 499: Zeopyron, Keerensaet                                            |                                               |                                               | Hordeum vulgare var. nudum = Gerste (Hordeum vulgare) |
| VII, S. 23v Briza                 | VI, S. 500: Briza, Eencoren                                                | S. 161 Zeae altervm genvs Einkorn             | S. 284 Zeae altervm genvs Einkorn             | Einkorn (Triticum monococcum)                         |
| VIII, S. 25r Secale, Rogghe       | VII, S. 502: Secale, Rogghe                                                | S. 445 Secale Rocken                          | S. 768 Secale Rocken                          | Roggen (Secale cereale)                               |
| X, S. 29r Hordeum Polystichum     | VIII, S. 503: Hordeum polystichum, Winter Gerste                           | S. 247 Hordeum polystichum Grosse Gerst       | S. 438 Hordevm Polystichvm Grosse Gerst       | Hordeum hexastichon = Gerste (Hordeum vulgare)        |
| S. 29v Hordeum Distichum          | VIII, S. 503, Hordeum dystichum, Zoomer Gerste                             | S. 248 Hordeum distichum Kleine Gerst         | S. 439 Hordevm Distichvm Kleine Gerst         | Hordeum polystichon = Gerste (Hordeum vulgare)        |
| XI, S. 32v Milium                 | IX, S. 505: Milium, Milie oft Hirs                                         | S. 232 Milium Hirß                            | S. 411 Milivm Hirß                            | Rispenhirse (Panicum miliaceum)                       |
| XII, S. 34v Milium Indicum        | X, S. 506: Milium Indicum, Torcksch Coren                                  | S. 476 Tvrcicum frumentum Türckisch Korn      | S. 825 Tvrcicvm Frvmentvm Turckisch korn      | Mais (Zea mays)                                       |
| XIII, S. 36r Panicum              | XI, S. 507 (linke Abb.): Panicum, Panickcoren                              | S. 141 Panicum Pfenich                        | S. 253 Panicvm Pfenich                        | Grüne Borstenhirse (Setaria viridis)                  |
| S. 36r Sorghi                     | XI, S. 507 (rechte Abb.): Sorghi, Sorgsaet                                 | S. 447 Sorgi Welcher Hirß                     | S. 771 Sorgi Welcher Hirß                     | Sorghumhirse (Sorghum bicolor)                        |
| XIIII, S. 39r Auena               | XII, S. 509: Auena, Hauer                                                  | S. 103 Auena Habern                           | S. 185 Avena Habern                           | Saat-Hafer (Avena sativa)                             |
| XV, S. 40v Thragotrophon          | XIII, S. 510: Tragotrophon, Bockweydt                                      |                                               | ohne Abb.                                     | Echter Buchweizen (Fagopyrum esculentum)              |
| XVI, S: 46r Phaselus, Satiuus     | XVI, S. 513: Phaselus satuus, Ghemeyn Boonen                               | S. 220 Faba uulgaris Gemein Bonen             | S. 389 Faba Bonen                             | Ackerbohne (Vicia faba)                               |
| XVII, S. 46v Phaselus, Syluestris | XVI, S. 513: Phaselus syluestris, Wilde Boonen                             |                                               | ohne Abb.                                     | Zaun-Wicke (Vicia sepium)                             |
| XVIII, S. 50r Phaseolus           | XVII, S. 515: Phaseolus, Roomsche Boonkens                                 | S. 407 Smilax hortensis Welsch Bonen          | S. 708 Smilax Hortensis Welsch Bonen          | Gartenbohne (Phaseolus vulgaris)                      |
| XIX, S. 52r Pisum                 | XVIII, S. 516 (linke Abb.): Pisum, Groote Erwten                           | S. 360 Pisum maius Groß Erbiß                 | S. 627 Pisvm Groß Erbß                        | Erbse (Pisum sativum)                                 |
| XX, S. 54r Eruilia                | XVIII, S. 516 (rechte Abb.): Ochros Euilia, Middelbaere ende cleyne Erwten |                                               | ohne Abb.                                     | Erbse (Pisum sativum)                                 |
| XXI, S. 55v Cicercula             | XIX, S. 518: Lathyrus Cicercula, Platte Erwten                             | S. 328 Eruum album satuum Weiß zam Gruen      | S. 571 Ervvm Sativvm Weiß Gruen               | Saat-Platterbse (Lathyrus sativus)                    |
| XXII, S. 57v Cicera               |                                                                            |                                               |                                               | Kichererbse (Cicer arietinum)                         |
| XXIII, S. 59r Stiuum              | XX, S. 519 (linke Abb.): Cicer satiuum, Tamme oft ronde Ciceren            |                                               | ohne Abb.                                     | Linsen-Wicke (Vicia ervilia)                          |
| S. 59v Arietinum Cicer            | XX, S. 519 (rechte Abb.): Cicer Arietinum, Ghehoeckte Ciceren              | S. 149 Cicer nigrum Schwartz Zysern           | S. 267 Cicer Nigrvm Schwartz zyßern           | Kichererbse (Cicer arietinum)                         |
| S. 60v Cicer Syluestre            | XX, S. 520 (linke Abb.): Cicer Syluestre, Wilde Ciceren                    | S. 329 Eruum syluestre Wild Gruen             | S. 572 Ervvm Sativvm Rot oder wild Gruen      | Kicher-Tragant (Astragalus cicer)                     |
| S. 61r Cicercula Plinij           | XX, S. 520 (rechte Abb.): Cicercula Plinij, Cleyn Ciceren                  |                                               | ohne Abb.                                     |                                                       |
| XXIIII, S. 64r Lupinus, Satiuus   | XXI, S. 521 (linke Abb.): Lupini satiui, Tamme Lupinen                     | S. 176 Lupini albi Weiß Feigbonen             | S. 309 Lvpinvs Feigbon                        | Weiße Lupine (Lupinus albus)                          |
| XXV, S. 64v Lupini, Syluestres    | XXI, S. 521 (rechte Abb.): Lupini syluestres, Wilde Lupinen                |                                               | ohne Abb.                                     | Gelbe Lupine (Lupinus luteus)                         |
| XXVI, S. 70r Vicia                | XXIII, S. 524: Vicia, Vitsen                                               | S. 61 Aphace Wild wicken                      | S. 110 Aphace Wild wicken                     | Futterwicke (Vicia sativa)                            |
| XXVII, S. 71v Arachus             | XXIV, S. 525: Arachus, Crock                                               | S. 96 Vicia Wicken                            | S. 172 (linke Abb.) Vicia Wicken              | Rauhaarige Wicke (Vicia hirsuta)                      |
| XXVIII, S. 72v Aphace             | XXVI, S. 527: Aphace                                                       |                                               | ohne Abb.                                     | Heide-Wicke (Vicia orobus)                            |
| XXIX, S. 74r Lens                 | XXVIII, S. 529: Lens, Linsen                                               | S. 497 Lens Linsen                            | S. 859 Lens Linsen                            | Linse (Lens culinaris)                                |
| XXX, S. 77r Securidaca            | XXIX, S. 531: Hedysaron, Securidaca                                        |                                               | ohne Abb.                                     | Bunte Kronwicke (Securigera varia)                    |
| XXXI, S. 78r Ornithopodion        | XXVII. S. 528: Ornithopodium, Vogelvoet                                    |                                               | ohne Abb.                                     | Kleiner Vogelfuß (Ornithopus perpusillus)             |